# Fantômas

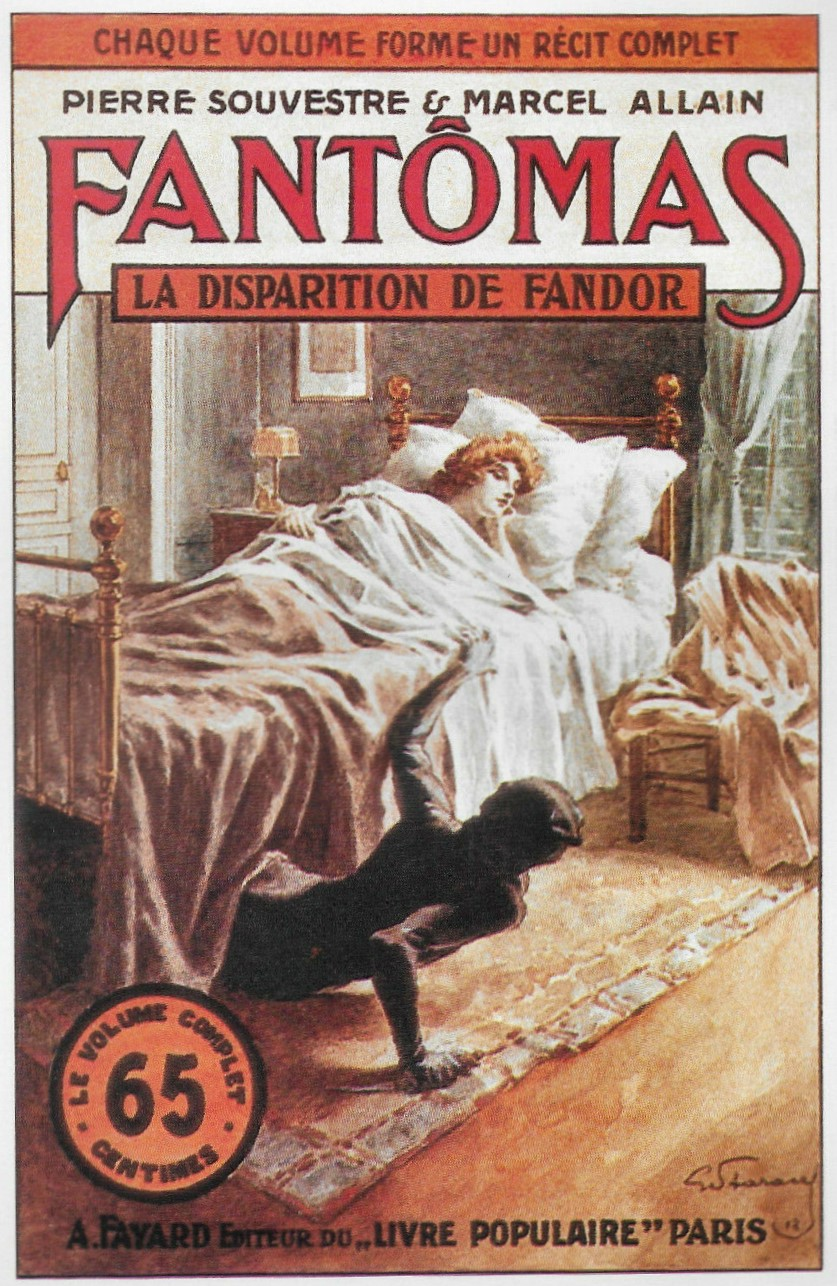
Fantômas portant sa cagoule et son collant noir de rat d'hôtel (couverture du 16e volume).
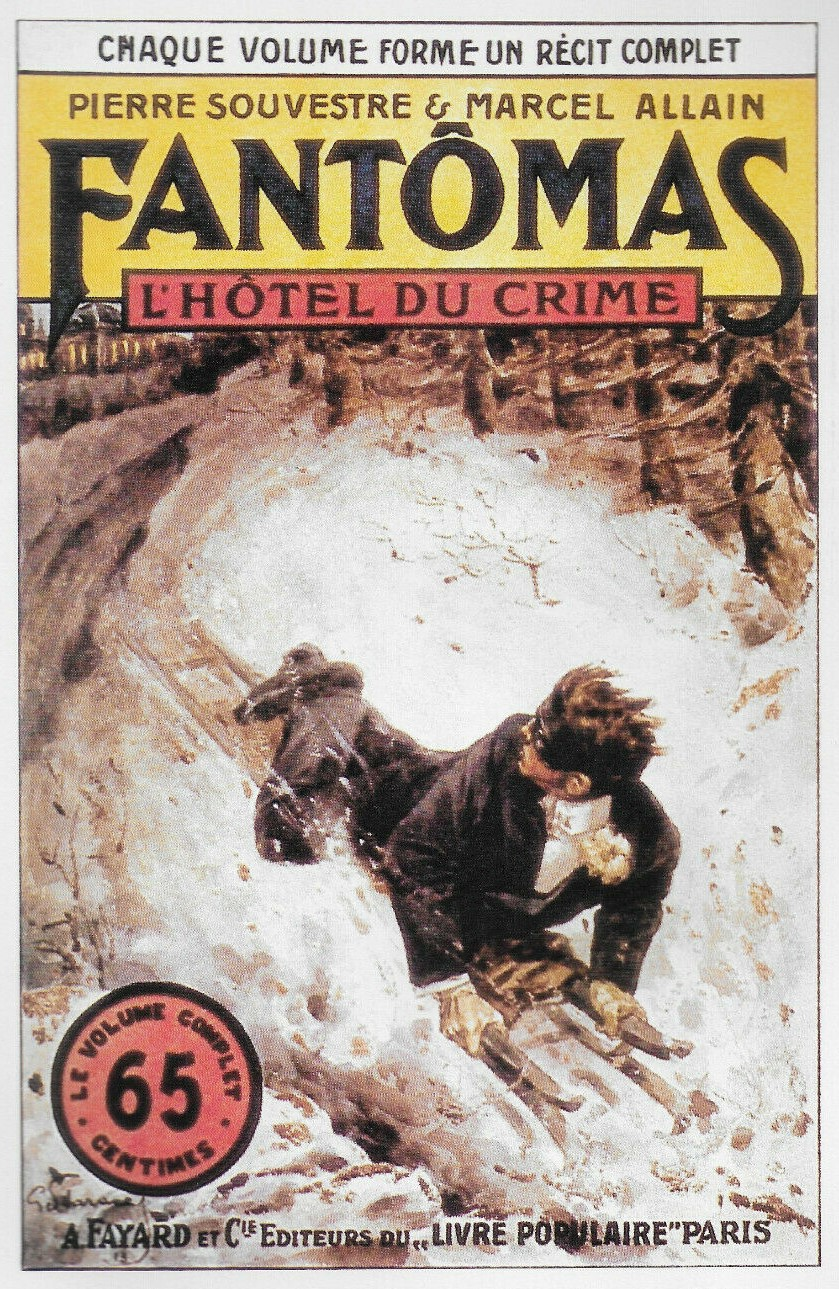
Fantômas portant un loup et un costume de soirée (couverture du).

Pour les articles homonymes, voir Fantômas (homonymie).
Fantômas est un personnage de fiction français créé en 1910–1911 par Pierre Souvestre et Marcel Allain. La silhouette encagoulée du maître du crime devient une figure emblématique de la littérature populaire de la Belle Époque et du roman-feuilleton français à la suite de la diffusion des trente-deux romans des deux coauteurs (1911–1913) et de cinq adaptations cinématographiques réalisées par Louis Feuillade (1913–1914) et interprété par René Navarre qui a créé le personnage de Fantômas à l'écran. La saga connaît un succès public et suscite l'enthousiasme de grands écrivains et artistes.
Interrompue par la mort de Pierre Souvestre et le déclenchement de la Première Guerre mondiale, la série est reprise par le seul Marcel Allain après-guerre et fait de nouveau l'objet d'adaptations cinématographiques durant les années 1930–1940, puis d'une adaptation humoristique avec Jean Marais et Louis de Funès durant les années 1960.

## Histoire

### Contexte d'écriture
Le personnage-titre s'inscrit dans la tradition littéraire des génies du mal, « perversions du surhomme romantique » imaginées par divers auteurs sous le Second Empire. Parmi ces personnages fictifs, on distingue notamment Rocambole (avant sa reconversion héroïque) et son mentor Sir Williams, conçus par Pierre Ponson du Terrail, ainsi que le colonel Bozzo-Corona, « parrain » prétendument immortel de la société secrète criminelle des Habits noirs, une création de Paul Féval. Ce type de protagoniste criminel s'acclimate ensuite « sans difficulté aux nouveaux contextes » de la fin du XIXe siècle, observe l'historien Dominique Kalifa. Ainsi, Fantômas compte d'immédiats prédécesseurs littéraires apparus à la Belle Époque, tel Zigomar, criminel encagoulé créé par Léon Sazie, ou comme Arsène Lupin, le gentleman cambrioleur de Maurice Leblanc, hors-la-loi moins terrifiant mais non dénué d'ombres. Le Fantôme de l'Opéra inspire également un passage du Fiacre de nuit (1911), volume où Fantômas fait s'écraser un énorme luminaire sur la clientèle du grand magasin « Paris-Galeries », à l'instar du lustre qu'Erik le Fantôme précipite sur les spectateurs de l'Opéra-Garnier dans le roman de Gaston Leroux, paru un an plus tôt,.
Fantômas se fonde aussi sur des antécédents historiques, en particulier la figure de Ravachol, un terroriste anarchiste de l'Ère des attentats (1892-1894) dont la traque par la police, l'exécution et son caractère légendaire marquent la littérature française.

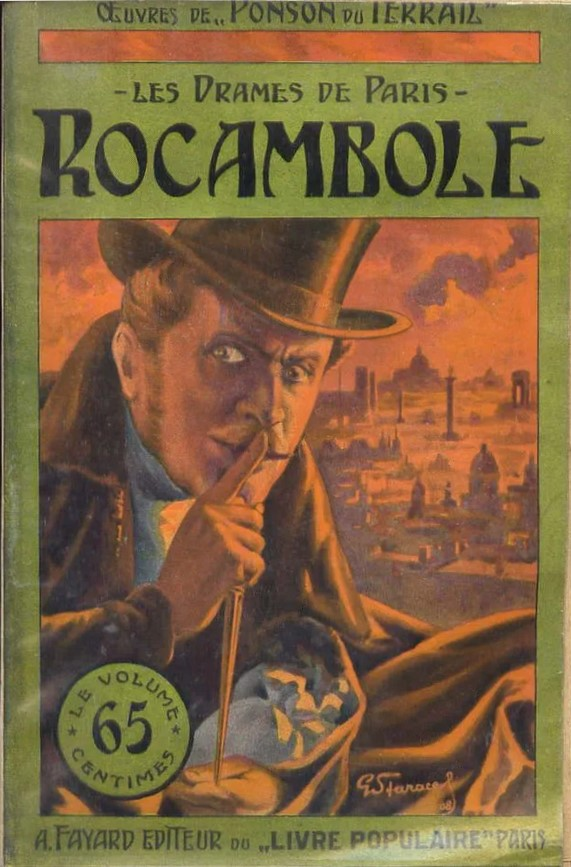
Rocambole.
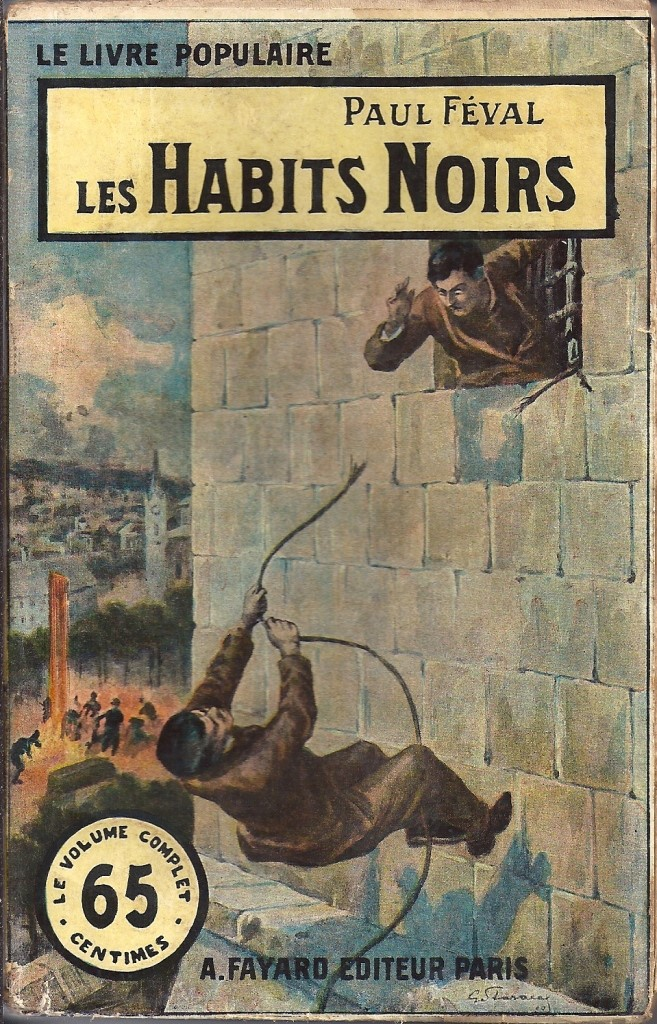
Les Habits noirs.
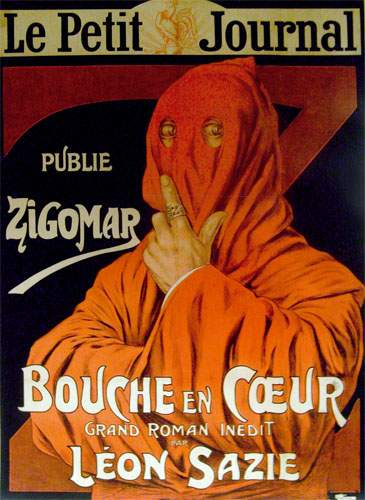
Zigomar.
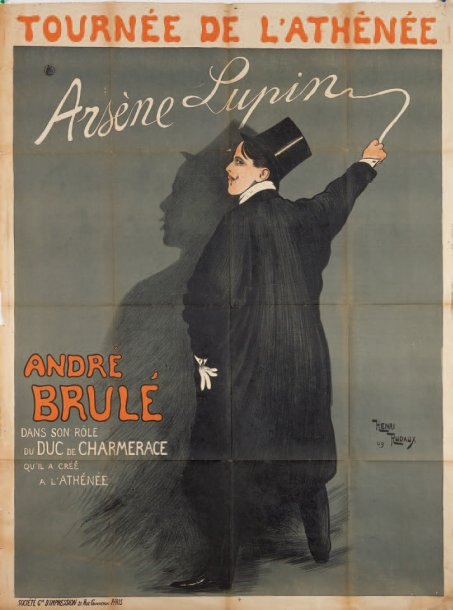
Arsène Lupin.
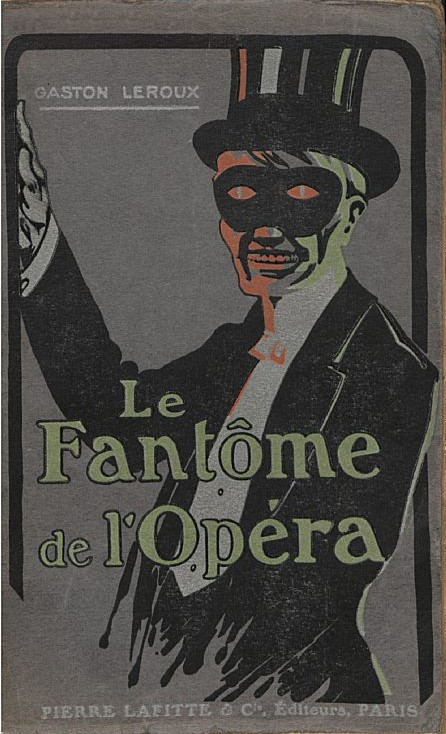
Le Fantôme de l'Opéra.

Pierre Souvestre et Marcel Allain qui écrivent des roman-feuilletons depuis 1909, cosignent entre 1911 et 1913 Fantômas, une série de trente-deux volumes (environ 15 000 pages) à 65 centimes, l'éditeur Arthème Fayard leur imposant par contrat l'écriture d'un roman par mois.

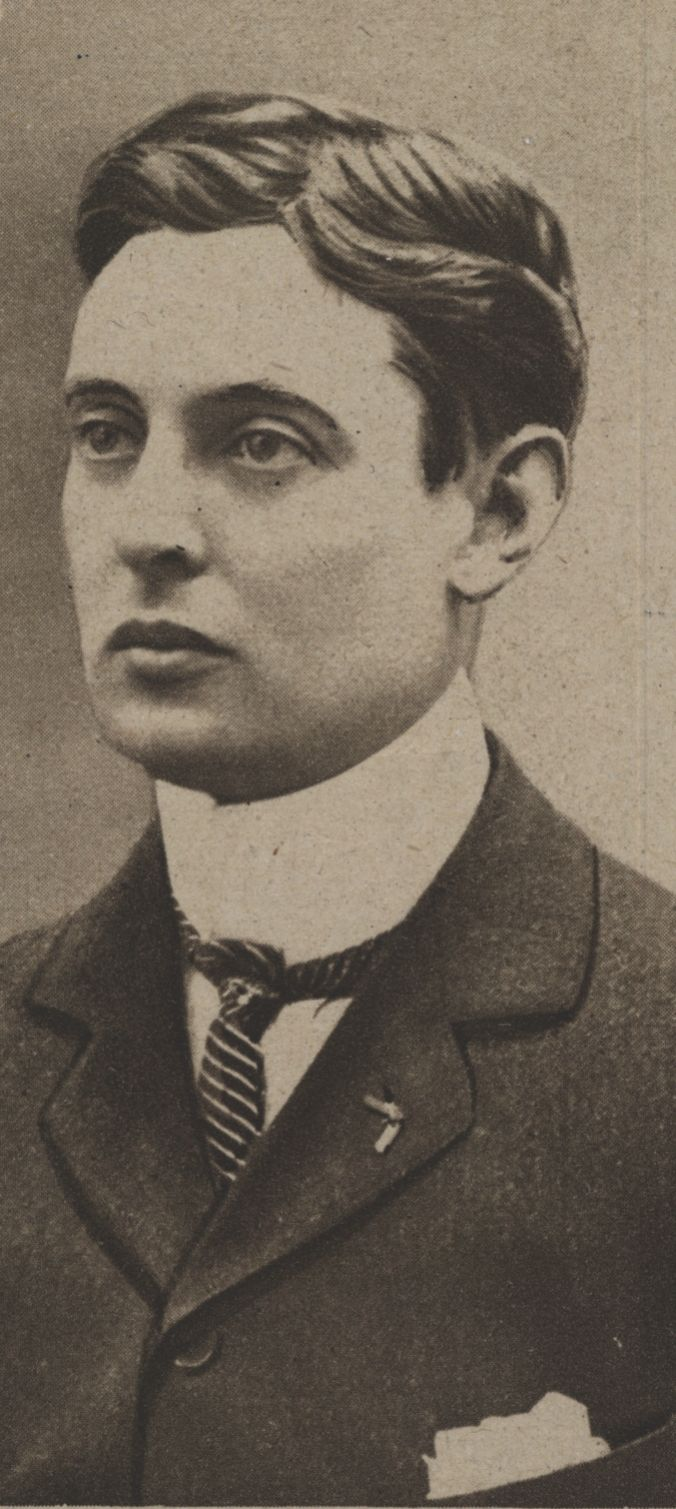
Pierre Souvestre.
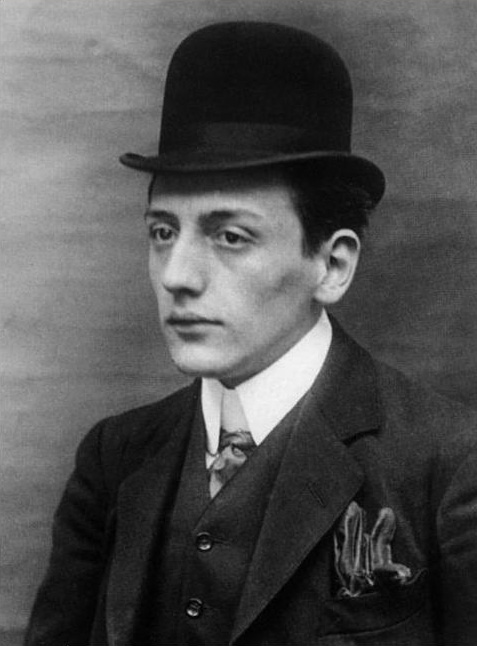
Marcel Allain.

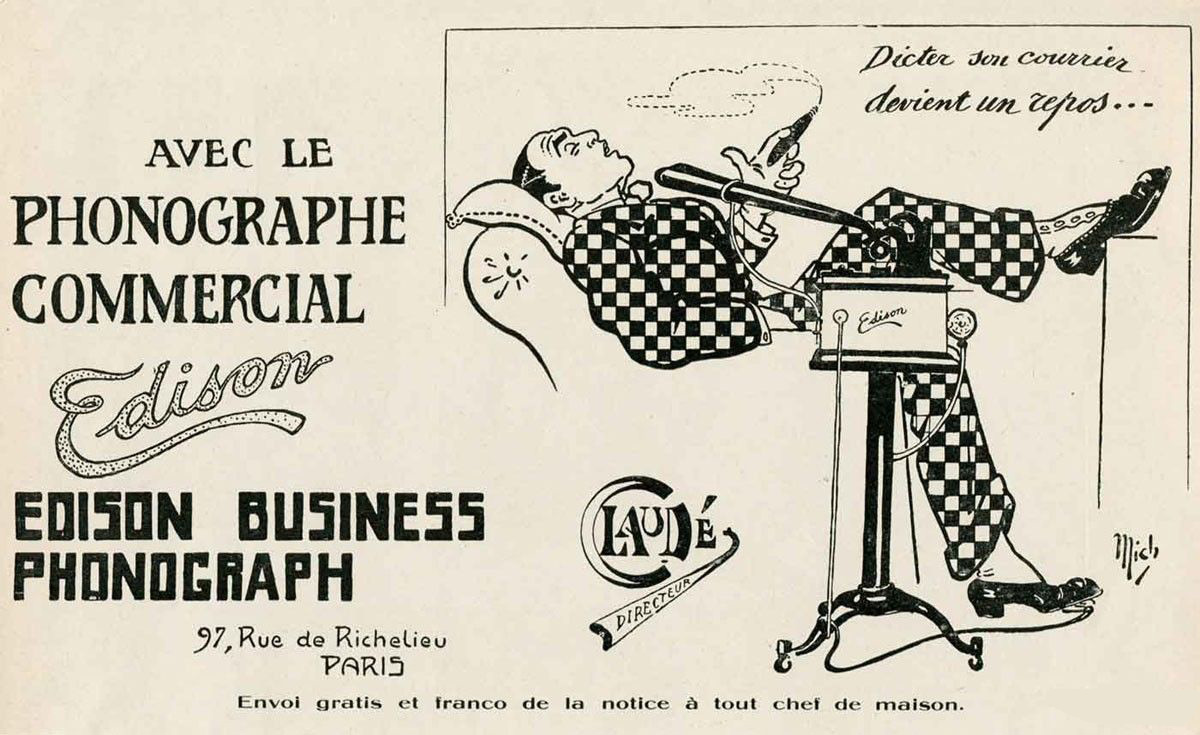
Publicité pour le phonographe Edison.

Selon Marcel Allain, à cause du rythme de production exigé par Arthème Fayard, les volumes du roman ont été initialement dictés par lui et Pierre Souvestre à l'aide d'un dictaphone, puis saisis la nuit par des dactylos. Par ce procédé, Fantômas impose un style débridé (qui évoquera aux surréalistes l'écriture automatique) ainsi que des intrigues sombres et tortueuses construites autour des crimes de son (anti)héros à l'imagination sans limite, intrigues animées par des courses poursuites échevelées qui font appel à toutes les ressources de la technologie de l’époque (automobile, train, paquebot — et même fusée dans les années 1960) et baignées dans une atmosphère poético-fantastique.
Fantômas ressuscite par ailleurs, pour les lecteurs contemporains, la société de la Belle Époque et notamment un Paris disparu, dans la lignée des feuilletonistes du XIXe siècle (Eugène Sue notamment), les apaches succédant aux mohicans d'Alexandre Dumas dans la jungle urbaine européenne. L'insaisissable bandit, l'« armée du crime » dont il dispose ainsi que ses adversaires font également de brèves échappées en Afrique et en Amérique, jusque dans l'espace dans le dernier épisode rédigé par Marcel Allain seul. Pierre Souvestre et Marcel Allain collectionnent ainsi les faits divers qui émaillent la presse française mais aussi anglo-saxonne, participant à la psychose d'insécurité relayée par cette presse.

### Oubli littéraire, succès au cinéma
Le triomphe du bandit masqué fut immédiat : Blaise Cendrars écrit dans la revue d'Apollinaire Les Soirées de Paris : « Fantômas, c'est l’Énéide des temps modernes. » Apollinaire, Max Jacob, Blaise Cendrars, Robert Desnos, Jean Cocteau et les surréalistes célébrèrent à l'envi le criminel en cagoule et collants noirs (l'uniforme de la plupart de ses mauvais coup nocturnes) ou masqué d'un loup noir, en frac et haut de forme, enjambant Paris en brandissant un couteau ensanglanté (la célèbre couverture de l'édition originale du premier volume, souvent reprise et elle-même inspirée par une publicité pour des pilules).

Fantômas par Juan Gris en 1915.

Fantômas est davantage connu aujourd'hui dans l'imaginaire populaire par le biais des comédies d'aventures avec Louis de Funès et Jean Marais. Le masque caractéristique et les gadgets technologiques (dont la Citroën DS volante) du bandit, le Juve hystérique et maladroit et le Fandor ambigu (pour cause puisque le même acteur — Jean Marais — interprète le criminel et son irréductible ennemi, le journaliste Fandor) de cette trilogie cinématographique n'entretiennent aucun rapport avec la saga littéraire de Pierre Souvestre et Marcel Allain, le seul élément fidèle demeurant la propension au déguisement des personnages principaux.
Contrairement à son rival Arsène Lupin, Fantômas semble être désormais cantonné à cette série cinématographique, malgré la télésuite de Claude Chabrol et Juan Bunuel dans les années 1970, avec Helmut Berger en Fantômas, Gayle Hunnicutt et Jacques Dufilho et les divers projets d'adaptations annoncés depuis.

## Personnages

### Fantômas
« Génie du crime » affublé de plusieurs surnoms (le « maître de l'effroi », le « tortionnaire », « l'insaisissable », etc.), le visage et la véritable identité de Fantômas demeurent inconnus.

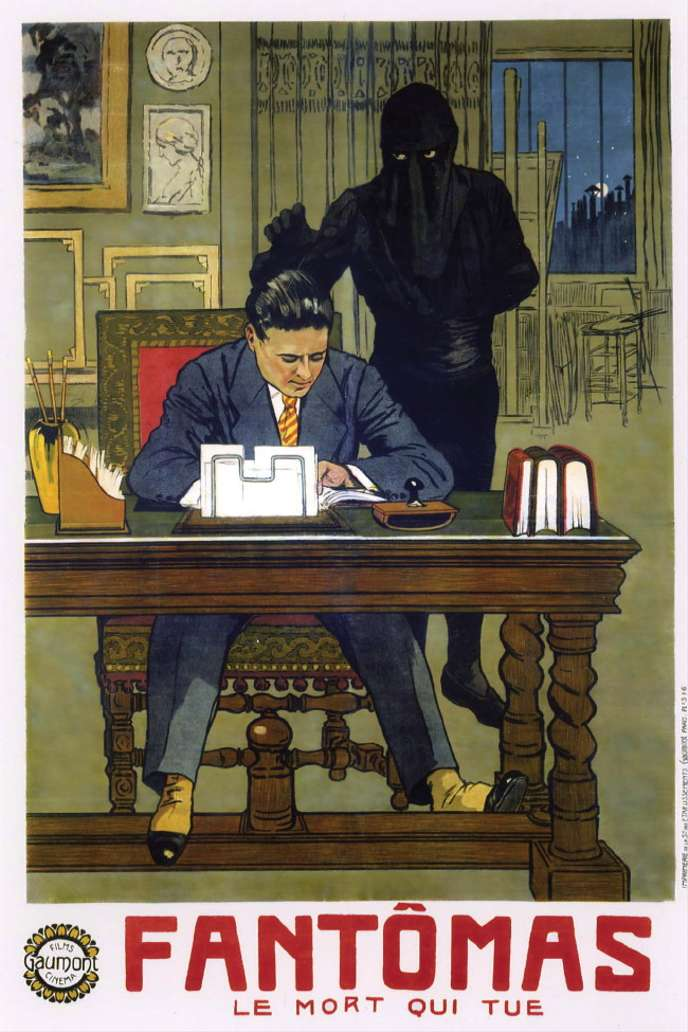
Fantômas arborant son maillot noir et sa cagoule emblématiques.
Affiche du film Le Mort qui tue réalisé par Louis Feuillade, Gaumont, 1913.

Dans des indications rédigées en 1958 à l'intention des illustrateurs de bande dessinée,, Marcel Allain décrit le terrible bandit sous trois apparences, sans compter les nombreux et habiles déguisements qui le rendent totalement méconnaissable. Au naturel, il apparaît comme un quadragénaire athlétique, élégant et courtois (bien qu'assassin impitoyable), « glabre, avec un visage long et distingué, l'air autoritaire, les traits un peu américains ». Pour accomplir ses forfaits, il adopte parfois l'apparence traditionnelle du « gentleman coupable » popularisé par Arsène Lupin, dont les aventures inspirent fortement le roman initial de la saga fantômassienne : vêtu d'un smoking, coiffé d'un haut-de-forme et le visage dissimulé par un loup de velours, conformément à l'illustration anonyme de la couverture du premier roman. Toutefois, aux yeux de son cocréateur, la silhouette « légendaire » de Fantômas demeure celle du criminel portant un collant noir (sans cape) ainsi qu'une cagoule ne laissant voir que ses yeux, « en somme, la tenue du rat d'hôtel »,.
Cruel, il n'hésite pas à torturer et à tuer pour arriver à ses fins. Ses crimes ont parfois été inspirés par les actualités et les faits-divers de l'époque, que les auteurs compilaient dans un dossier intitulé « l'armoire aux trucs ».
- Fantômas portant sa cagoule et son collant noir de « rat d'hôtel »
 (couverture du 16e volume).
- Fantômas portant un loup et un costume de soirée
 (couverture du 30e volume).

### Juve
| |  |  |
| Portraits photographiques des comédiens incarnant Juve et Jérôme Fandor, protagonistes de La Royalda de Pierre Souvestre et Marcel Allain (journal culturel Comœdia, 20 septembre 1910 et 18 août 1910). Les personnages du policier et du journaliste, futurs héros de Fantômas, apparaissent pour la première fois dans ce feuilleton. |  |  |

Inspecteur de la Sûreté de Paris, « d'aspect énergique, actif, remuant, resté jeune malgré la quarantaine, […] intelligent, persévérant, volontaire, audacieux », Juve est l'ennemi acharné, voire obsessionnel, de Fantômas. Il réside au 142 de la rue Bonaparte à Paris. Sa vie est vouée à la capture — ou à la destruction — du monstre.
À la fin du trente-deuxième volume, lors du naufrage du paquebot Gigantic, le génie du crime révèle à Juve qu'il n'est autre que son propre frère, suscitant l'indignation puis la stupeur du policier. Les deux ennemis jurés sont ensuite engloutis dans les flots avant d'avoir pu sceller leur réconciliation. Lorsque Marcel Allain reprend seul l'écriture de la série à partir de 1926, il dédaigne cette révélation dramatique : se réveillant sur un toit avec Fandor, l'inspecteur se contente de ridiculiser ce prétendu lien familial par une brève allusion, selon le principe de la continuité rétroactive.

### Jérôme Fandor

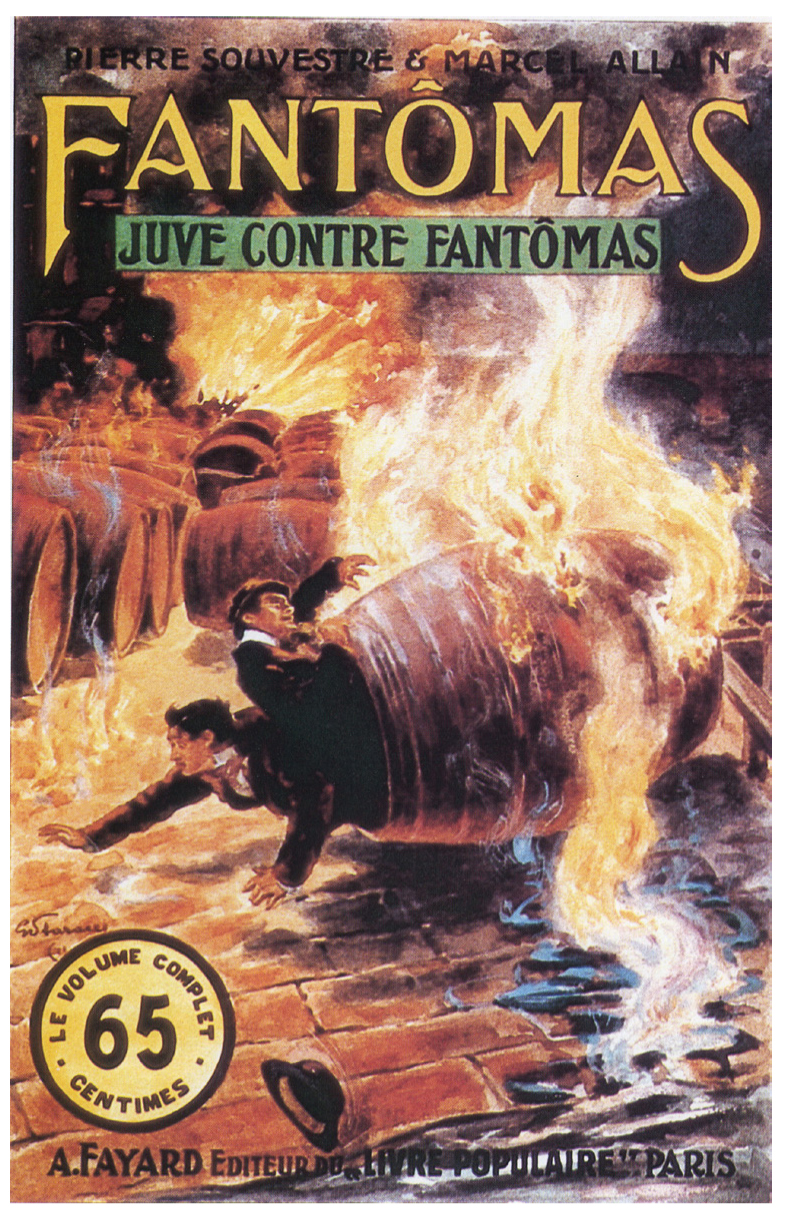
Grâce à un tonneau, Juve et Fandor échappent à l'incendie des entrepôts de Bercy
(couverture du 2e volume).

Anciennement Charles Rambert, fils d’Étienne Rambert et d’Alice, deux victimes de Fantômas. Impliqué malgré lui dans un meurtre commis par le génie du crime, Fandor devient l'allié et l'ami indéfectible de son « père spirituel » Juve. De fait, l'inspecteur lui fournit une nouvelle identité afin de le protéger du criminel ayant décimé sa famille. Jeune, sportif, gouailleur et tête brûlée, Charles Rambert se mue en Jérôme Fandor, journaliste intrépide œuvrant au périodique La Capitale, conformément à la figure héroïque du jeune reporter prisée par la fiction populaire, de Rouletabille à Tintin. Fandor devient également le fiancé d'Hélène, que Fantômas tente de lui arracher.

### Hélène
Belle, intelligente et courageuse, Hélène est fiancée à Fandor et se bat à ses côtés contre Fantômas, son père putatif. Faisant preuve d'un amour paternel jaloux et possessif, le maître du crime protège constamment Hélène — fût-ce contre le prince Vladimir, son propre fils — tout en s'évertuant à la séparer de Fandor. Selon la tradition feuilletonnesque relative au mystère des origines exotiques, le volume La fin de Fantômas révèle qu'Hélène est la fille de l'empereur des Indes. Marcel Allain néglige derechef cet élément lors de la reprise de la série en 1926 : Fantômas apparaît désormais comme le véritable père de la fiancée de Fandor. Ainsi, Allain critique le Fantomas d'André Hunebelle en évoquant de manière caustique les intentions « incestueuses » du criminel envers Hélène sur grand écran, bien que les deux personnages ne soient pas apparentés dans cette adaptation cinématographique.

### Lady Maud Beltham
Mariée très jeune à Lord Beltham, dont Fantômas était l'aide de camp durant la seconde guerre des Boers sous le nom de Gurn, Lady Beltham est rapidement devenue la maîtresse de ce dernier. Elle est constamment tiraillée entre son honnêteté foncière et son amour pour le bandit.

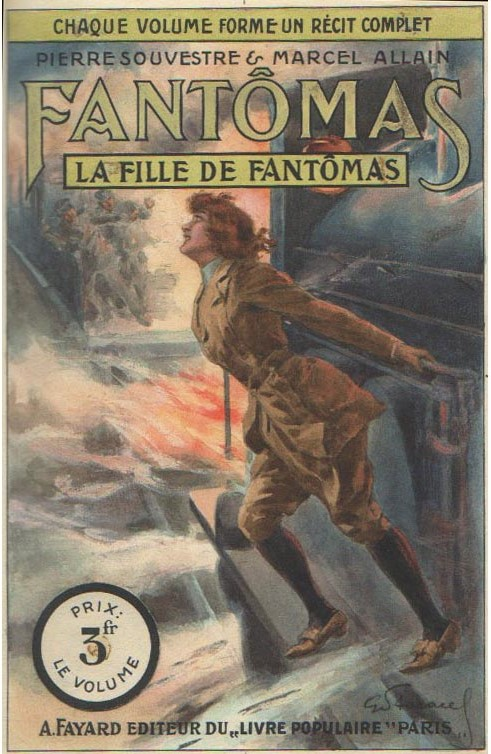
Hélène (couverture du 8e volume).
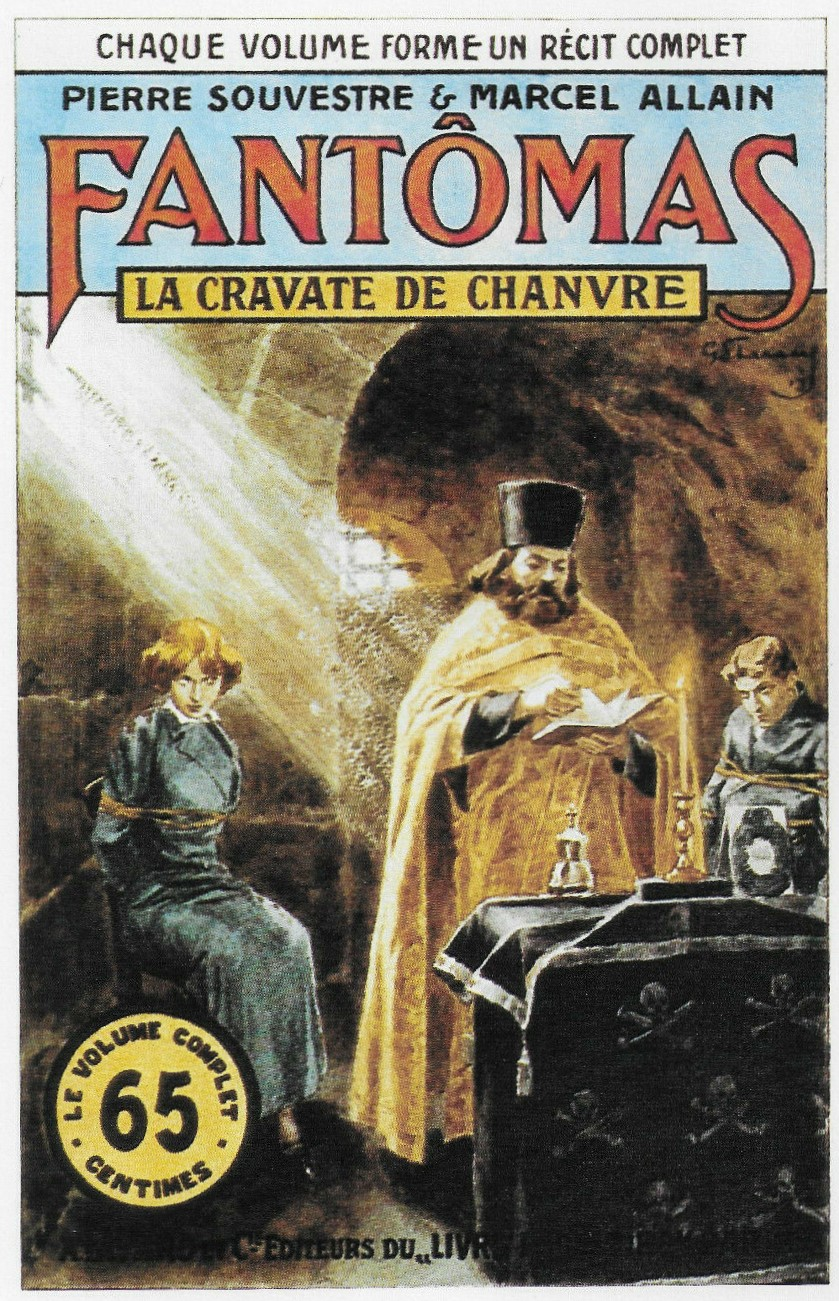
Hélène et Fandor ligotés (couverture du 31e volume).
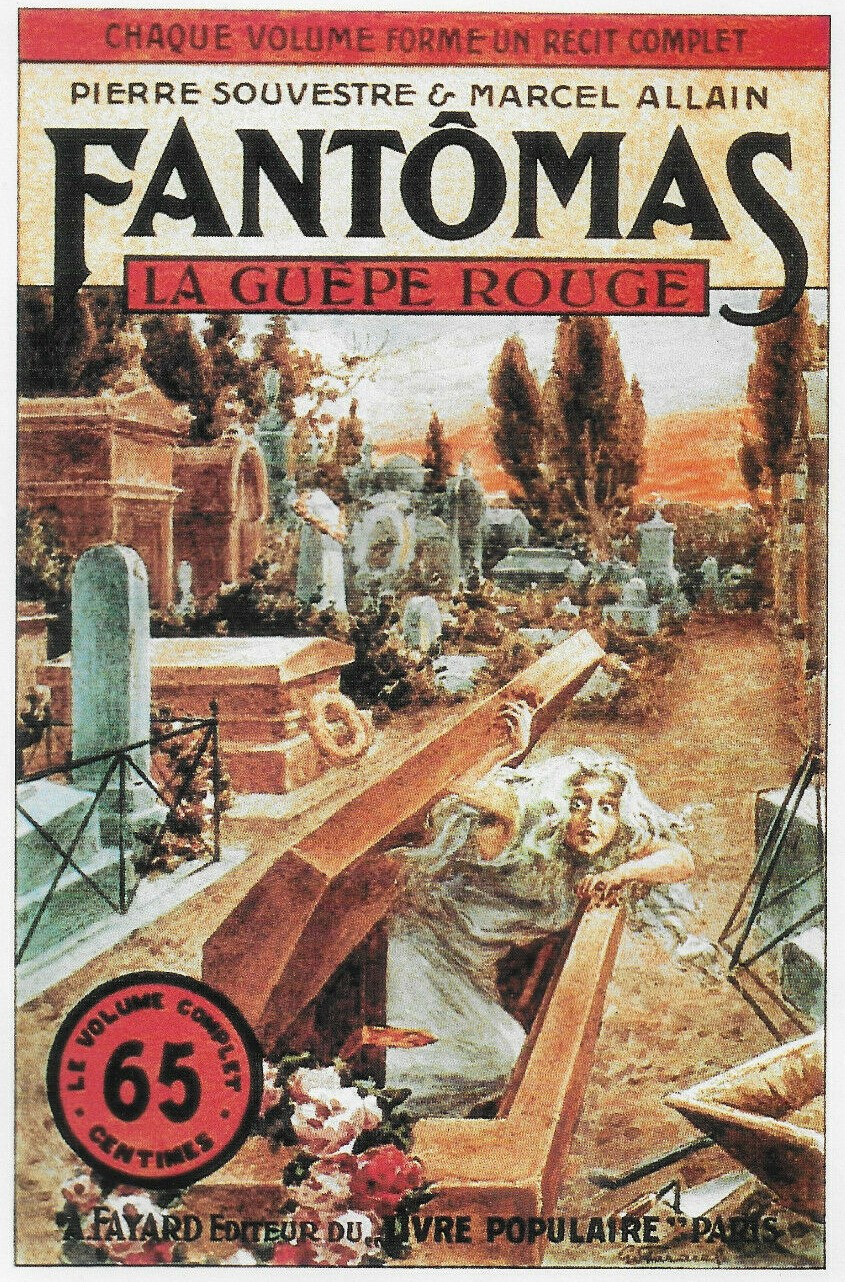
Lady Beltham sort de son cercueil (couverture du 19e volume).

### Bouzille

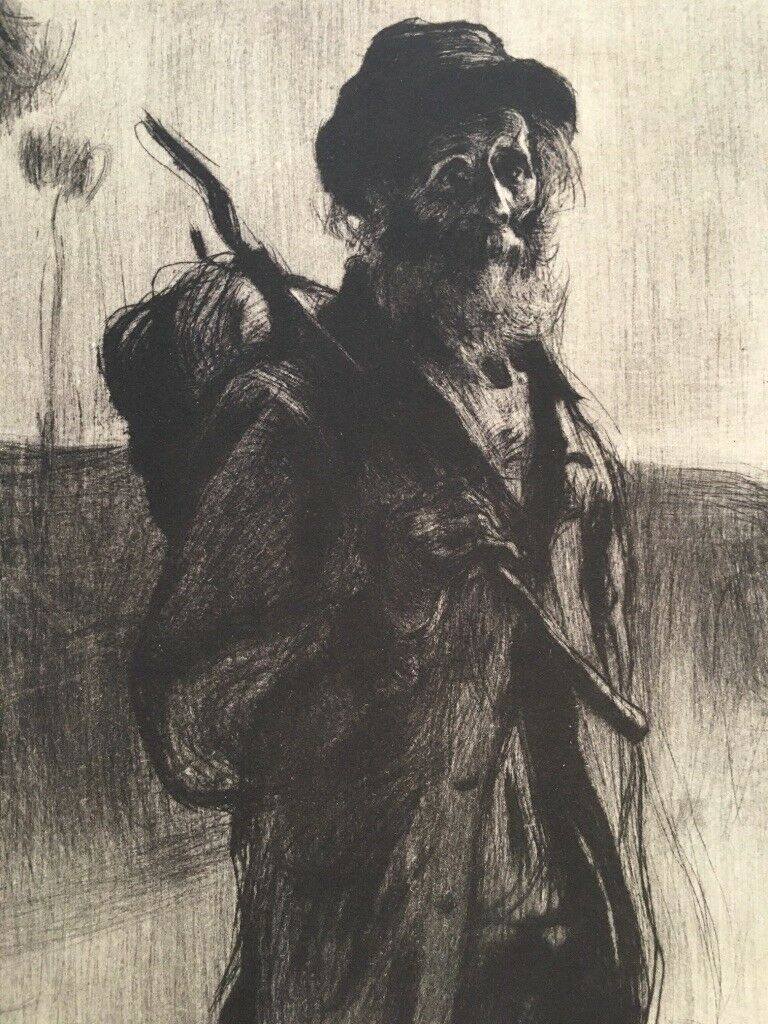
Chemineau portraituré par Chahine.

Bouzille est un chemineau sympathique qui exerce mille petits métiers, de fripier à employé de la morgue, en passant par vendeur de coco, entre deux séjours en prison (en hiver avec chauffage, de préférence). Il apporte fréquemment une touche humoristique à la saga.
Contre espèces sonnantes et trébuchantes, le vagabond rend service à Juve et Fandor bien qu'il puisse être employé occasionnellement par le maître du crime. Mangeant ainsi à tous les râteliers, Bouzille réussit généralement à tirer son épingle du jeu et à rester en bons termes avec les diverses parties en présence. Fantômas va jusqu'à le transformer en paquet-poste afin de lui épargner charitablement de tomber sous les balles de la police,.

### Les apaches

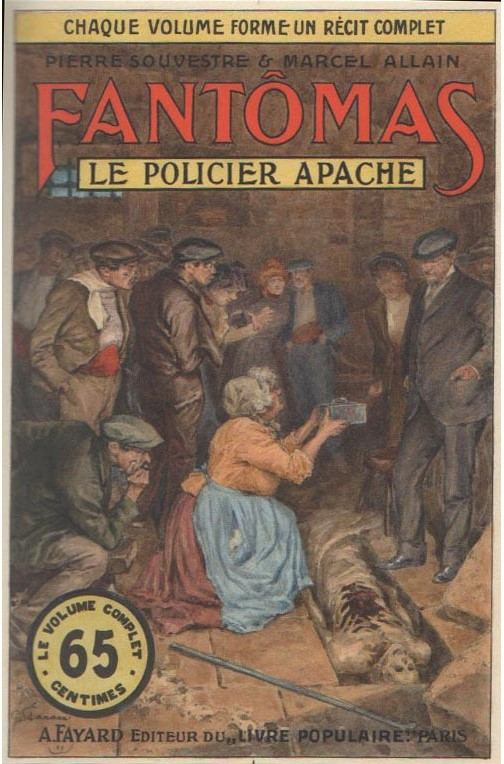
La Toulouche tend aux apaches un coffre dissimulé dans les entrailles d'un cadavre (couverture du 5e volume).

Solitaire par nature, le surhomme maléfique — Zigomar ou Fantômas — s'entoure néanmoins de complices « minables, truands misérables, pierreuses et rôdeurs de barrière, des pieds nickelés sans envergure ». Par son sang-froid et sa distinction, l'orfèvre du crime se démarque de ces « petits artisans » à qui il impose fermement son autorité lorsqu'ils osent exprimer occasionnellement quelque velléité d'indépendance.
La bande criminelle au service de Fantômas est dénommée occasionnellement « bande des Chiffres » ou « bande des Ténébreux » mais ces désignations demeurent peu fréquentes et assez accessoires. Parmi les comparses du génie du crime, le sinistre Bedeau, , doit son surnom à sa coutume de « sonner » les passants « en leur frappant le crâne contre le bord du trottoir ». Au sein de la bande, d'autres arsouilles répondent également à des sobriquets suggestifs, tels le myope Œil de Bœuf, Bec de Gaz, Beaumôme, Mort-Subite, le Barbu, Bébé, Ma Pomme, Fleur de Rogue, sans oublier les prostituées Ernestine et Adèle, barbares modernes issus de la pègre des bas-fonds parisiens chantés par Aristide Bruant. Ces personnages littéraires reflètent la figure mi-pittoresque, mi-inquiétante de l'apache, incarnation médiatique des classes dangereuses de la Belle Époque. La bande se réunit habituellement « Au rendez-vous des Aminches », le cabaret du père Korn, où elle commande force « saladiers de rouge » en usant volontiers d'un argot feuilletonnesque.
La Toulouche est une vieille receleuse associée à la bande d'apaches de Fantômas. Elle se rend souvent coupable de méfaits grand-guignolesques. Entre autres exemples, elle dissimule un magot dans les entrailles d'un cadavre et assassine le détective Tom Bob en lui déchiquetant la gorge à coup de dents avant de laper son sang pour éviter de tacher le plancher. Femme de tête, elle semble parfois dominer les apaches et s'attire souvent le respect du maître du crime lui-même.

## Médias

### Romans

#### Pierre Souvestre et Marcel Allain

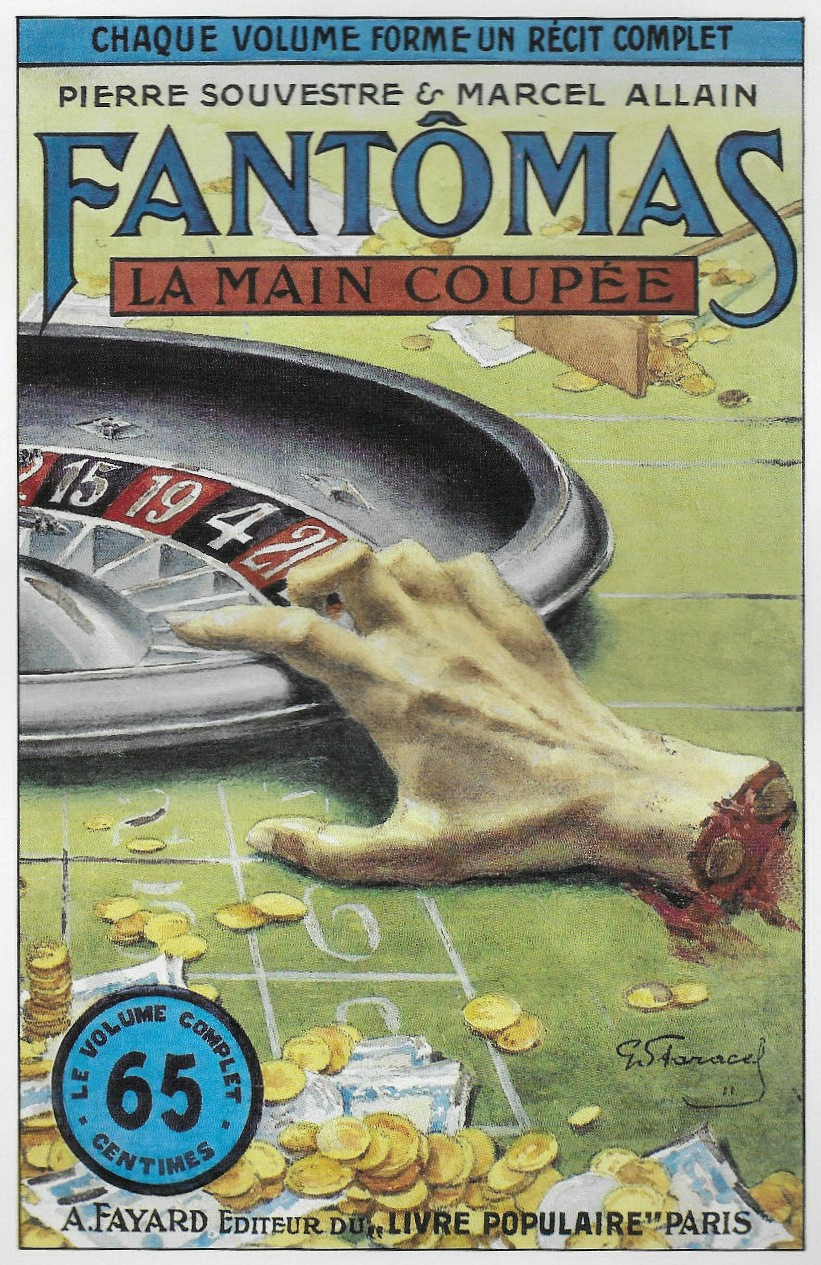
La Main coupée (1911), couverture illustrée par Gino Starace.

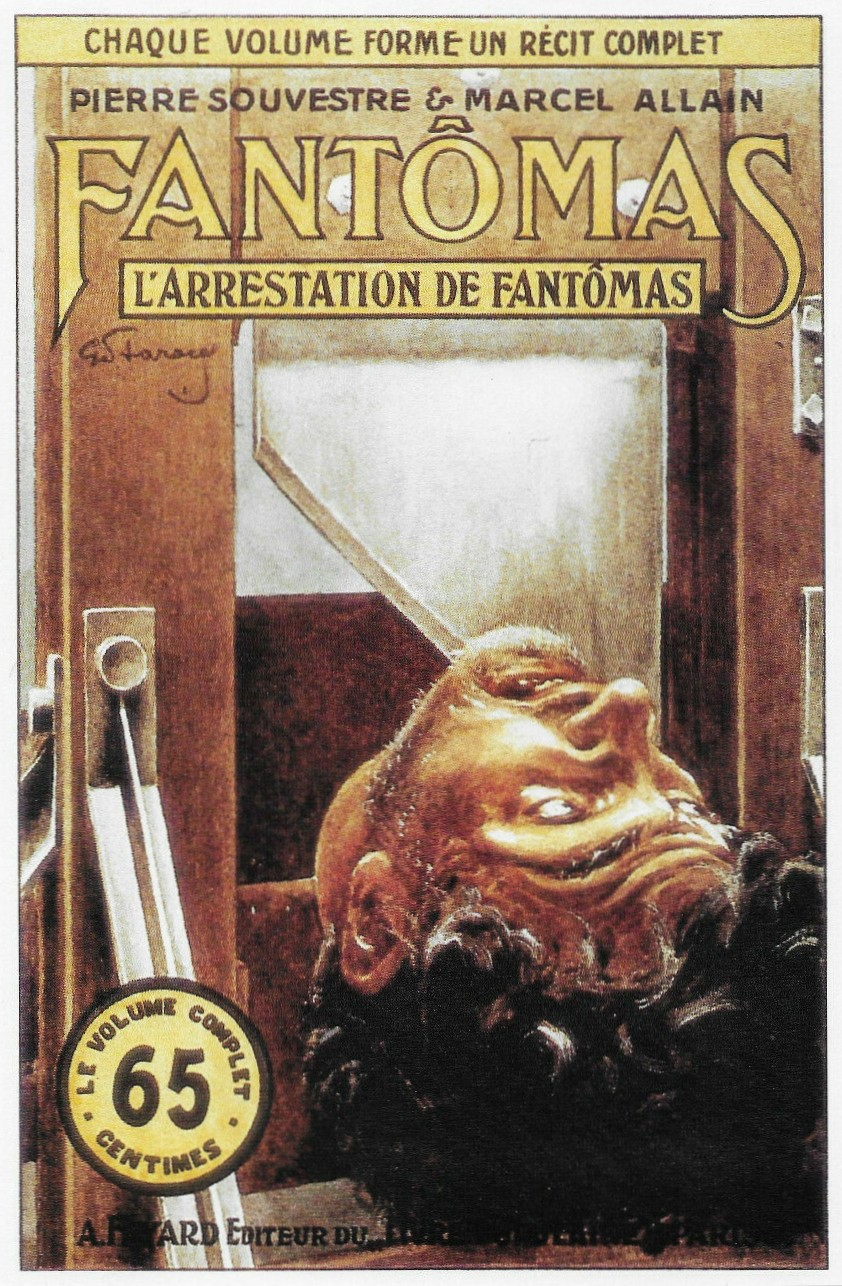
L'Arrestation de Fantômas (1911), couverture illustrée par Gino Starace.

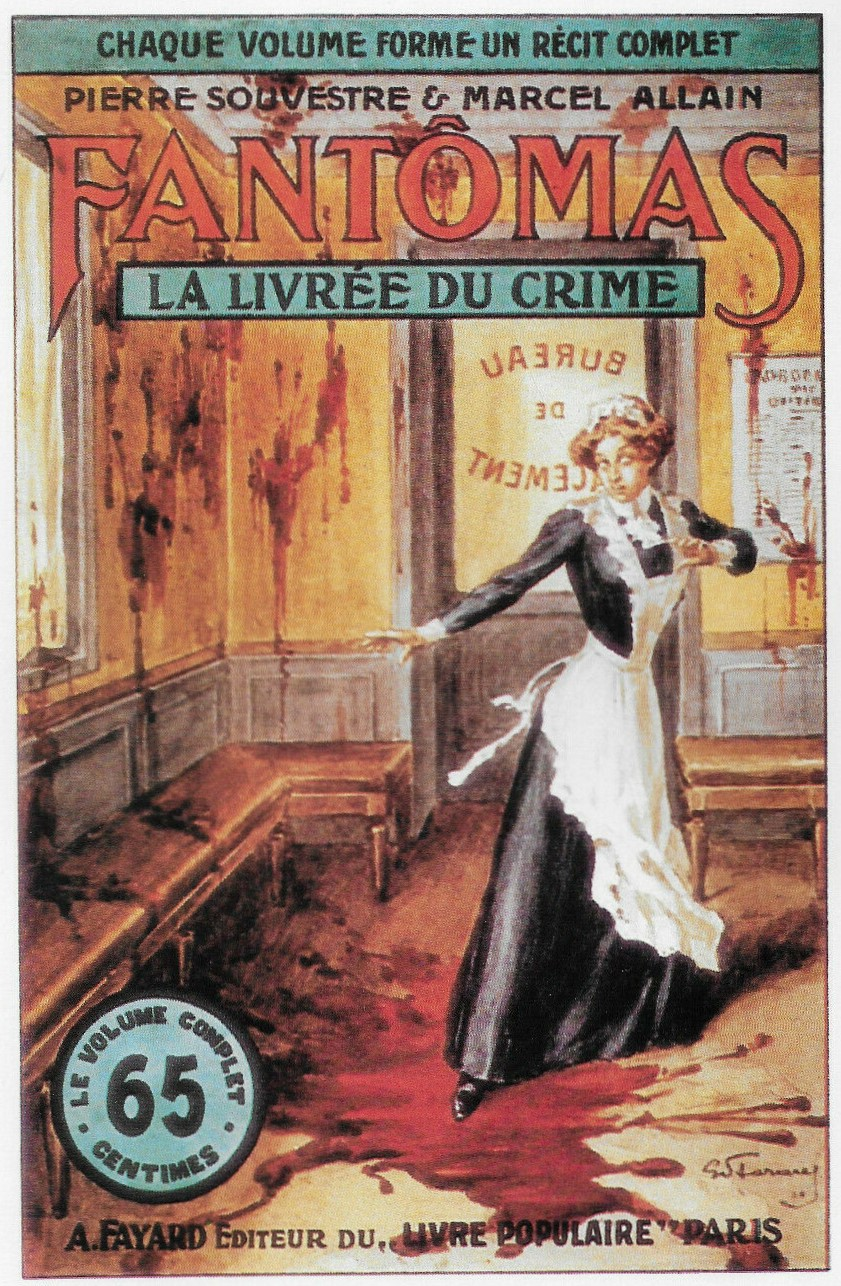
La Livrée du crime (1912), couverture illustrée par Gino Starace.

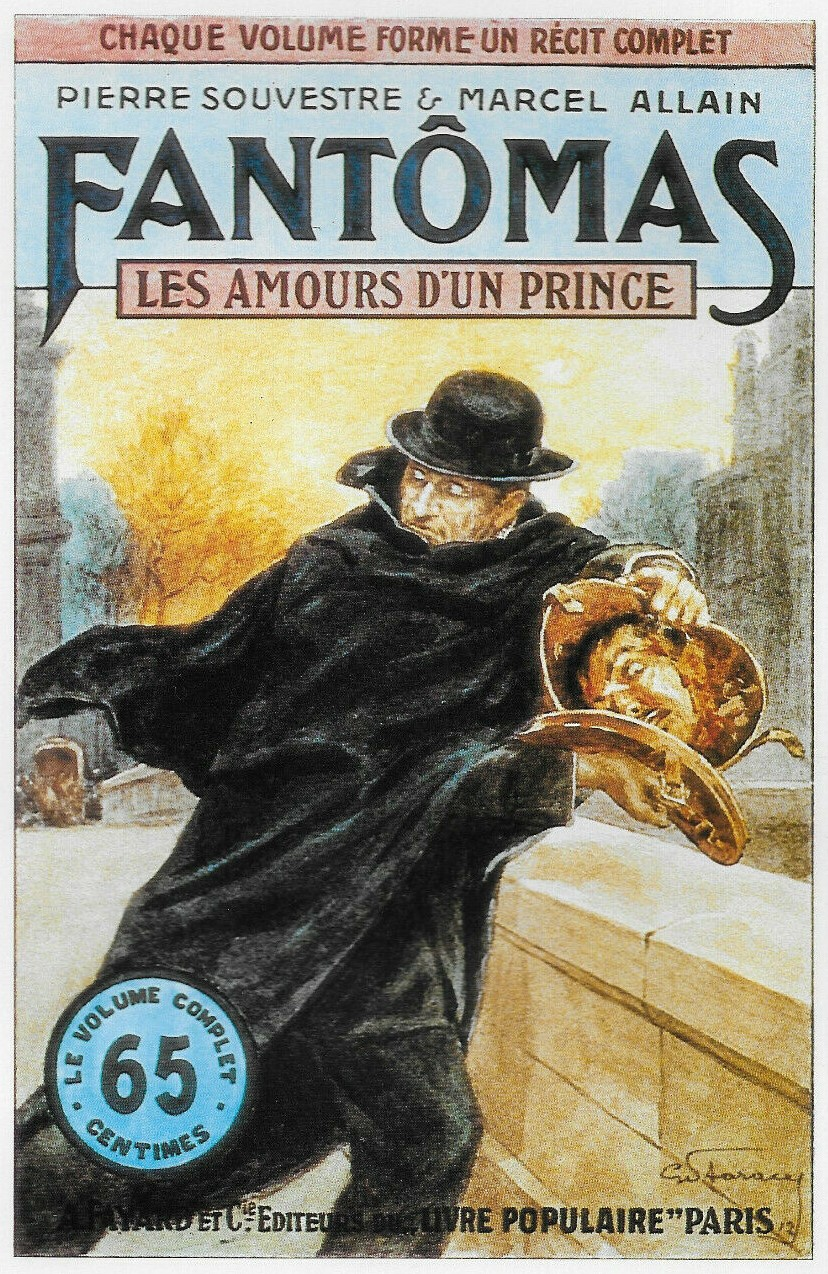
Les Amours d'un prince (1912), couverture illustrée par Gino Starace.

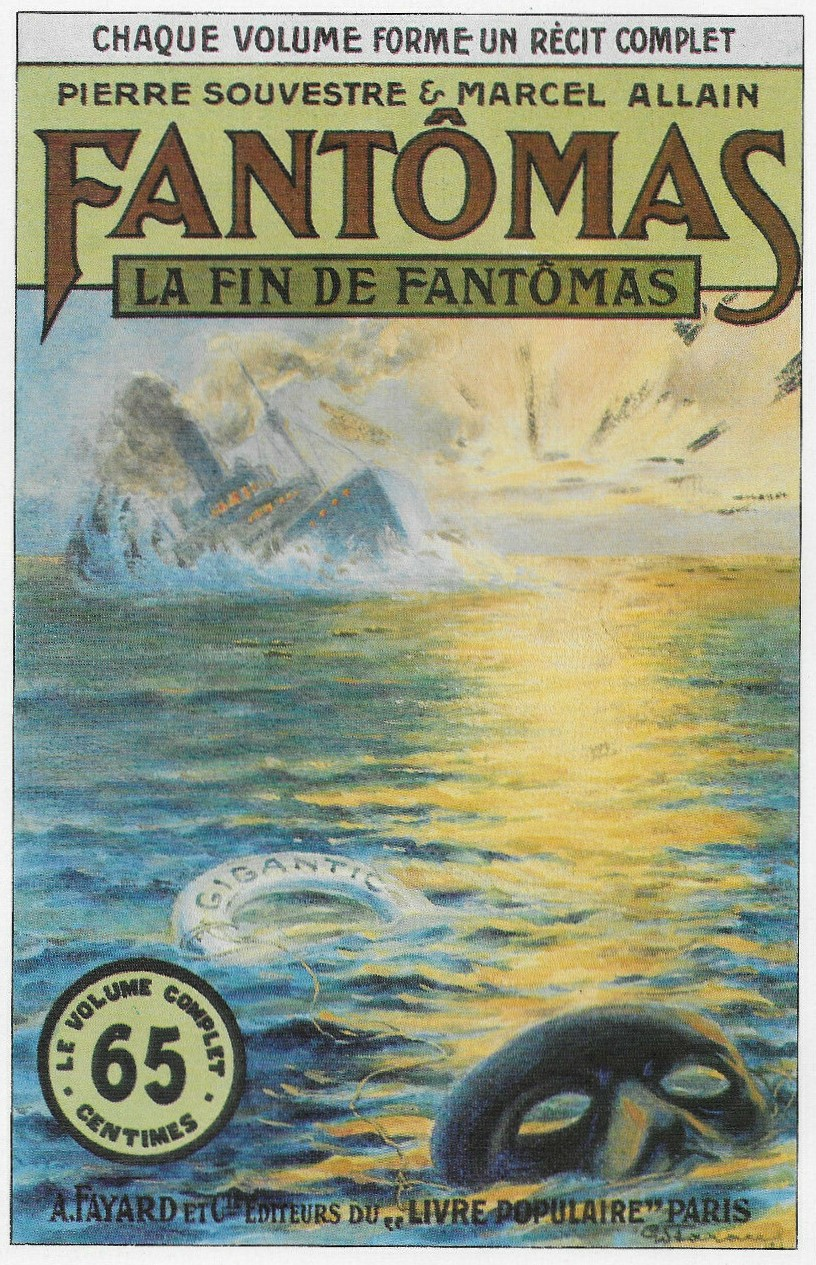
La Fin de Fantômas (1913), couverture illustrée par Gino Starace.

- Fantômas, Fayard, coll. « Le Livre populaire », février 1911Adapté au cinéma par Louis Feuillade en 1913.
- Juve contre Fantômas, Fayard, coll. « Le Livre populaire », mars 1911Adapté au cinéma par Louis Feuillade en 1913.
- Le Mort qui tue, Fayard, coll. « Le Livre populaire », avril 1911Devient Fantômas se venge en 1932.
Adapté au cinéma par Louis Feuillade en 1913.
- L'Agent secret, Fayard, coll. « Le Livre populaire », mai 1911Devient Une Ruse de Fantômas en 1932.
- Un Roi prisonnier de Fantômas, Fayard, coll. « Le Livre populaire », juin 1911
- Le Policier apache, Fayard, coll. « Le Livre populaire », juillet 1911Devient Le Policier… Fantômas en 1932.
Adapté au cinéma par Louis Feuillade en 1914 sous le titre Fantômas contre Fantômas.
- Le Pendu de Londres, Fayard, coll. « Le Livre populaire », août 1911Devient Aux Mains de Fantômas en 1932.
- La Fille de Fantômas, Fayard, coll. « Le Livre populaire », septembre 1911
- Le Fiacre de nuit, Fayard, coll. « Le Livre populaire », octobre 1911Devient Le Fiacre de Fantômas en 1932.
- La Main coupée, Fayard, coll. « Le Livre populaire », novembre 1911Devient Fantômas à Monaco en 1932.
- L'Arrestation de Fantômas, Fayard, coll. « Le Livre populaire », décembre 1911
- Le Magistrat cambrioleur, Fayard, coll. « Le Livre populaire », janvier 1912Devient Le Juge Fantômas en 1933.
Adapté au cinéma sous le titre Le Faux Magistrat.
- La Livrée du crime, Fayard, coll. « Le Livre populaire », février 1912Devient La Livrée de Fantômas en 1933.
- La Mort de Juve, Fayard, coll. « Le Livre populaire », mars 1912Devient Fantômas tue Juve en 1933.
- L'Évadée de Saint-Lazare, Fayard, coll. « Le Livre populaire », avril 1912Devient Fantômas roi du crime en 1933.
- La Disparition de Fandor, Fayard, coll. « Le Livre populaire », mai 1912Devient Fandor contre Fantômas en 1933.
- Le Mariage de Fantômas, Fayard, coll. « Le Livre populaire », juin 1912
- L'Assassin de Lady Beltham, Fayard, coll. « Le Livre populaire », juillet 1912Devient Les Amours de Fantômas en 1933.
- La Guêpe rouge, Fayard, coll. « Le Livre populaire », août 1912Devient Un défi de Fantômas en 1933.
- Les Souliers du mort, Fayard, coll. « Le Livre populaire », septembre 1912Devient Fantômas rôde en 1933.
- Le Train perdu, Fayard, coll. « Le Livre populaire », octobre 1912Devient Le Train de Fantômas en 1933.
- Les Amours d'un prince, Fayard, coll. « Le Livre populaire », novembre 1912Devient Fantômas s'amuse en 1933.
- Le Bouquet tragique, Fayard, coll. « Le Livre populaire », décembre 1912Devient Le Bouquet de Fantômas en 1934.
- Le Jockey masqué, Fayard, coll. « Le Livre populaire », janvier 1913Devient Fantômas roi du turf ! en 1934.
- Le Cercueil vide, Fayard, coll. « Le Livre populaire », février 1913Devient Le cercueil de Fantômas en 1934.
- Le Faiseur de reines, Fayard, coll. « Le Livre populaire », mars 1913Devient Fantômas contre l'amour en 1934.
- Le Cadavre géant, Fayard, coll. « Le Livre populaire », avril 1913Devient Le spectre de Fantômas en 1934.
- Le Voleur d'or, Fayard, coll. « Le Livre populaire », mai 1913Devient Prisonnier de Fantômas en 1934.
- La Série rouge, Fayard, coll. « Le Livre populaire », juin 1913Devient Fantômas s'évade en 1934.
- L'Hôtel du crime, Fayard, coll. « Le Livre populaire », juillet 1913Devient Fantômas accuse en 1934.
- La Cravate de chanvre, Fayard, coll. « Le Livre populaire », août 1913Devient Le domestique de Fantômas en 1934.
- La Fin de Fantômas, Fayard, coll. « Le Livre populaire », septembre 1913Devient Fantômas est-il mort ? en 1934.

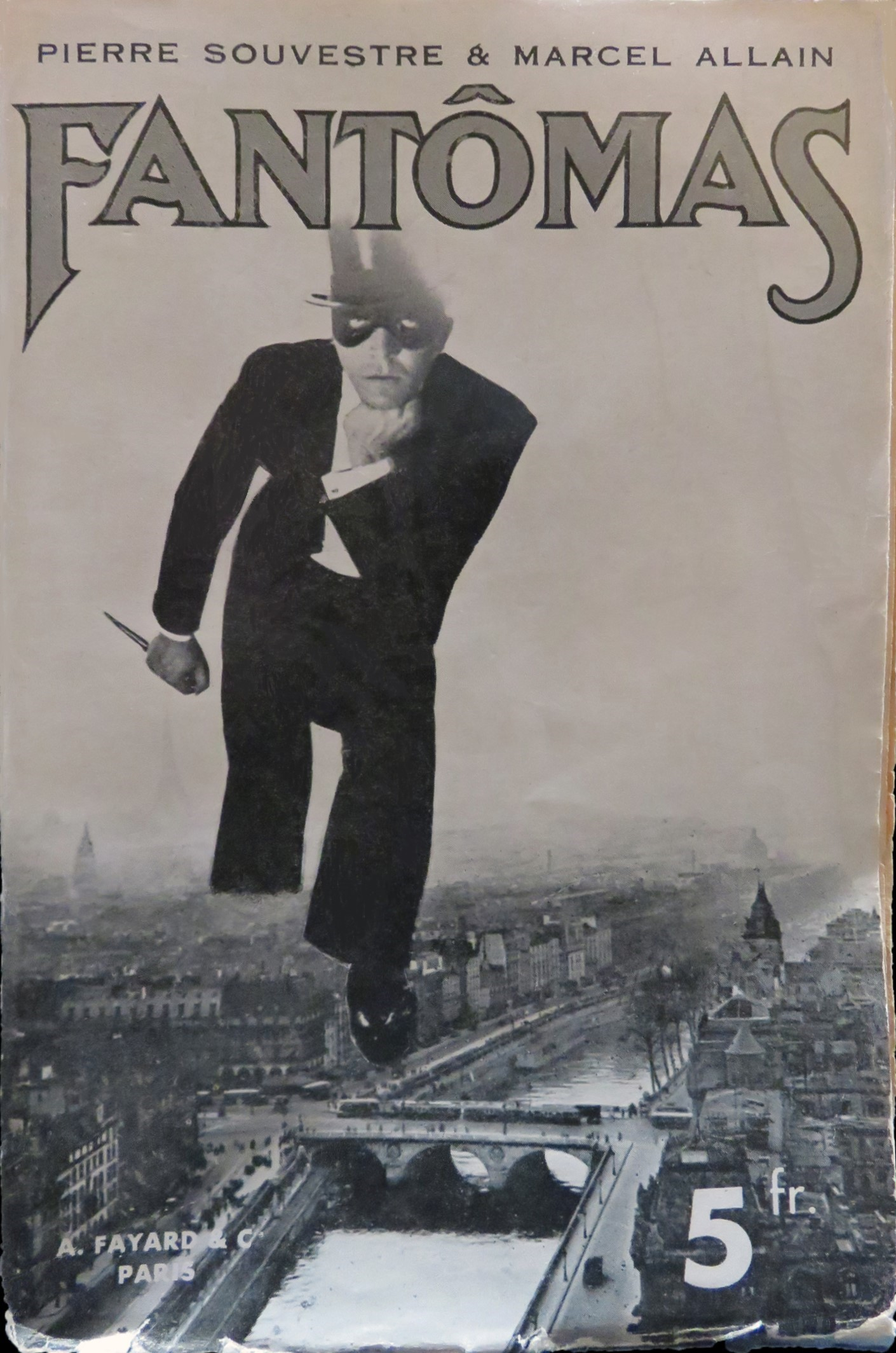
En 1932–1934, Fayard réédite la série de 32 volumes. Des compositions photographiques remplacent les couvertures illustrées par Gino Starace.

Depuis 1987, les douze dernières aventures sont régulièrement rééditées dans le texte intégral et original aux éditions Robert Laffont dans la collection « Bouquins ». Dans cette même collection, les premiers épisodes sont à nouveau publiés depuis 2013 sous la direction de Loïc Artiaga et Matthieu Letourneux, en incluant des préfaces de Dominique Kalifa et Robin Walz.

#### Nouvelle série par Marcel Allain seul

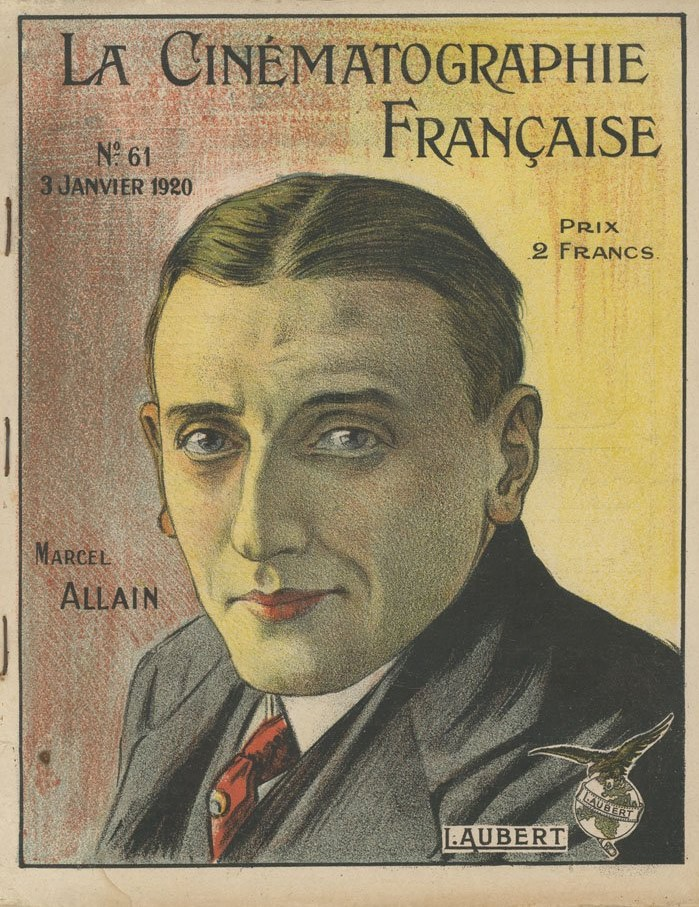
Marcel Allain vers 1920.

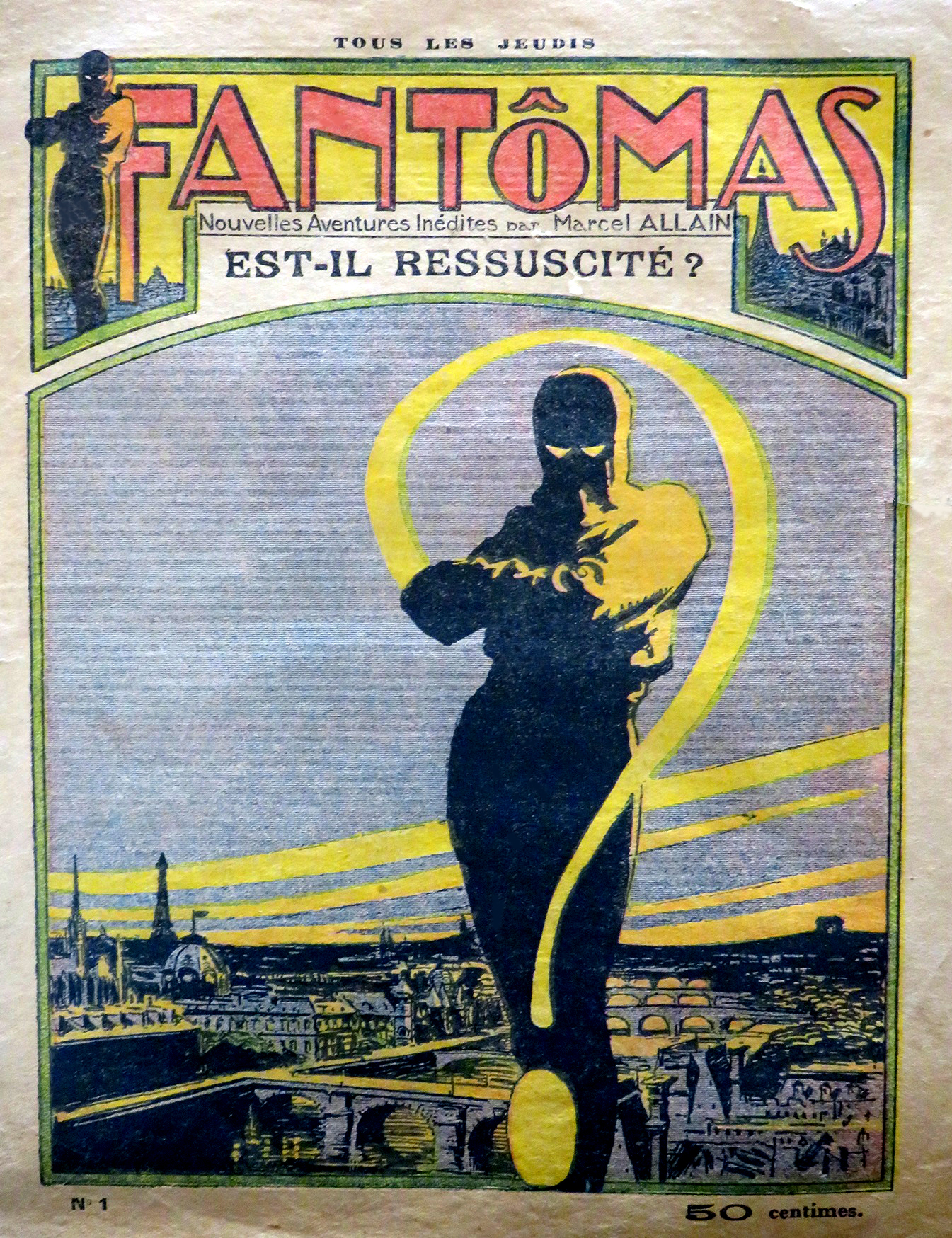
Fantômas est-il ressuscité ?
Couverture du premier fascicule de la nouvelle série écrite par Marcel Allain (Société parisienne d'édition, avril 1926).

À partir de 1926, Marcel Allain reprit seul, après la mort de son collègue, l'écriture de Fantômas. Cette série fut publiée dans trente-quatre fascicules hebdomadaires de seize pages par la Société parisienne d'édition entre avril et septembre 1926, puis en livres par Arthème Fayard, sauf, semble-t-il, le dernier. Les nouveaux titres publiés par Fayard comportent quasi systématiquement le nom « Fantômas », plus vendeur.
À compter de 1932, les rééditions — désormais abrégées — de la précédente série de trente-deux volumes (par Souvestre et Allain) n'échappent pas à la règle puisque les titres d'origine sont modifiés afin d'inclure également le nom « Fantômas ». En outre, la couverture de chacun des trente-deux volumes réédités entre 1932 et 1934 s'orne d'une photographie en noir et blanc en remplacement de l'illustration originelle de Gino Starace.
- Est-il ressuscité ?, Fayard, 1926, Roman
- Fantômas roi des receleurs, Fayard, 1926, Roman
- Fantômas en danger, Fayard, 1926, Roman
- Fantômas prend sa revanche, Fayard, 1926, Roman
- Fantômas attaque Fandor, Fayard, 1926, Roman
- Si c'était Fantômas ?, Fayard, 1933, Roman
- Oui, c'est bien Fantômas !…, Fayard, 1934, Roman
- Fantômas joue et gagne, Fayard, 1935, Roman
- Fantômas rencontre l'amour, Fayard, 1946, Roman
- Fantômas vole des blondes, Fayard, 1948, Roman
- Fantômas mène le bal, Constellation[46], 1963, Roman

### Livres audio
Les livres audio sont vendus par Hemix éditions.
- Le Train perdu, juillet 2007
- Les Amours d'un prince, novembre 2007
- Le Bouquet tragique, janvier 2008
- Le Jockey masqué, septembre 2008

### Films

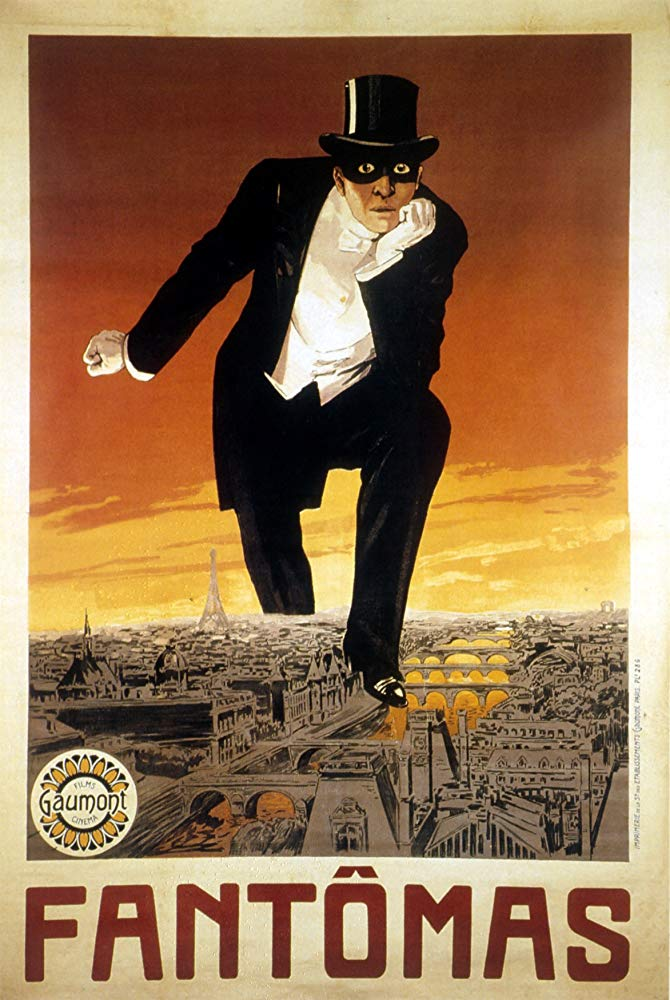
Affiche de la première adaptation cinématographique de Fantômas par Louis Feuillade, films Gaumont, 1913.
Artiste anonyme (M. Villefroy ?).
Afin d'éviter d'éventuels problèmes avec la censure, le poignard sanglant dans la main droite du maître du crime n'a pas été reproduit sur cette variante de l'illustration de la couverture du premier volume,.

Des films en noir et blanc et muets ont été réalisés et incluent :
- Fantômas (avril 1913) : premier film de Fantômas de Louis Feuillade d'après le premier roman Fantômas.
- Juve contre Fantômas (septembre 1913) : deuxième film de Louis Feuillade d'après le roman Juve contre Fantômas.
- Le Mort qui tue (novembre 1913) : troisième film de Louis Feuillade d'après le roman Le Mort qui tue.
- Fantômas contre Fantômas (février 1914) : quatrième film de Louis Feuillade d'après le roman Le Policier apache.
- Le Faux Magistrat (mai 1914) : cinquième film de Louis Feuillade d'après le roman Le Magistrat cambrioleur.
- Fantômas (1920-21) : série américaine en 20 épisodes de Edward Sedgwick, produite par Twentieth Century Fox.
- Monsieur Fantômas (1937), variation poético-surréaliste d'Ernst Moerman avec Léon Smet, père de Johnny Hallyday, dans le rôle de Fantômas[49].

Des adaptations en noir et blanc et parlantes ont également été réalisées et incluent :
- Fantômas (1932) : réalisé par Paul Fejos.
- Fantômas (1947) : réalisé par Jean Sacha, avec Simone Signoret dans le rôle d'Hélène.
- Fantômas contre Fantômas (1949) : réalisé par Robert Vernay.

Les films en couleurs et parlants incluent :
- Fantomas (1964), réalisé par André Hunebelle avec Louis de Funès, Jean Marais et Mylène Demongeot.
- Fantomas se déchaîne (1965), réalisé par André Hunebelle avec Louis de Funès, Jean Marais et Mylène Demongeot.
- Fantomas contre Scotland Yard (1967), réalisé par André Hunebelle avec Louis de Funès, Jean Marais et Mylène Demongeot.

Dans ces trois derniers films, le personnage de Fantômas est incarné par Jean Marais, mais c'est Raymond Pellegrin qui lui prête sa voix.

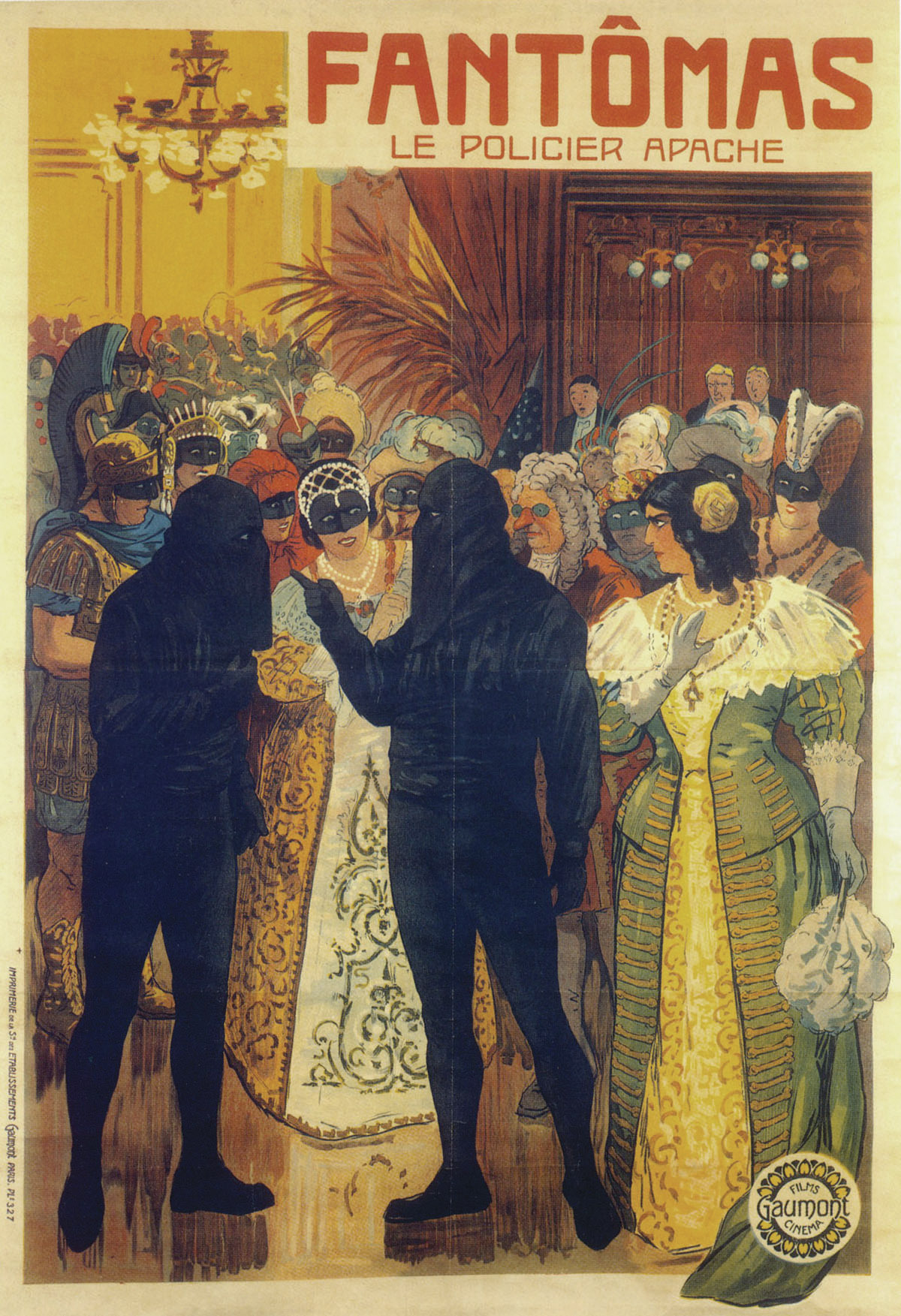
Affiche du film Fantômas contre Fantômas (1914) réalisé par Louis Feuillade.
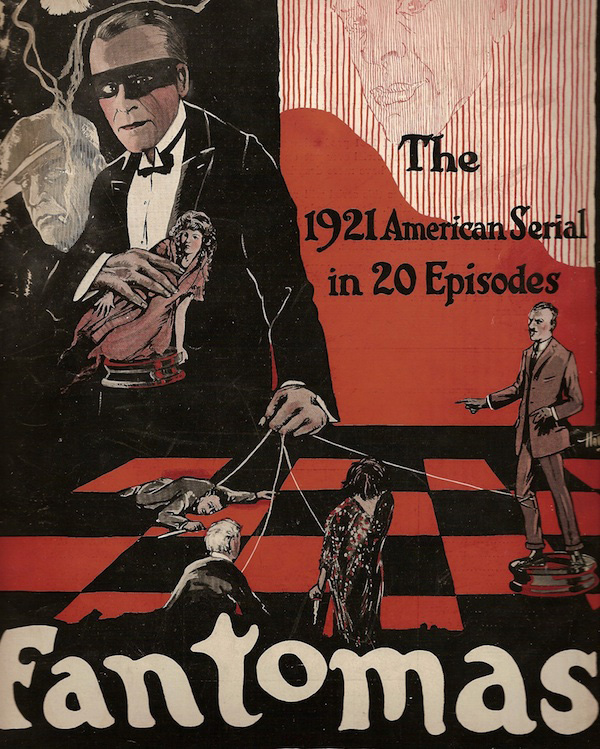
Affiche du serial américain Fantômas (1920-1921) réalisé par Edward Sedgwick.
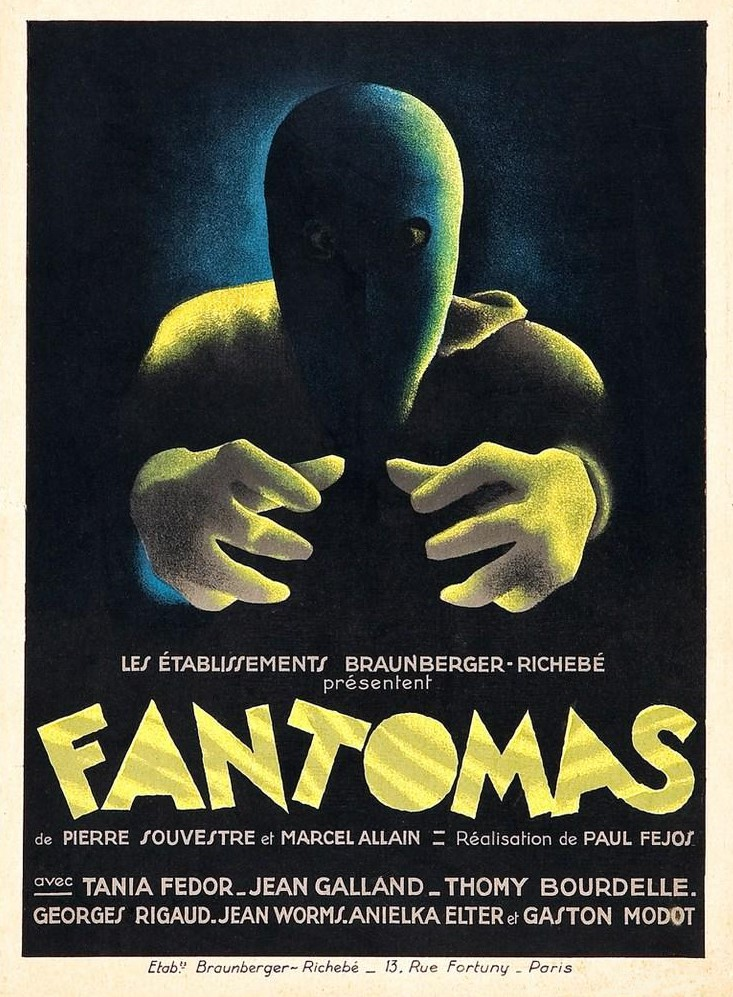
Affiche du film Fantômas de Paul Fejos (1932), le premier long-métrage parlant consacré au personnage. L'affichiste anonyme fait ressortir les mains d'étrangleur de Fantômas, méthode d'assassinat favorite du « Maître de l'Effroi »[50].
Affiche japonaise du film Fantomas se déchaîne (1965), réalisé par André Hunebelle.
Affiche japonaise du film Fantomas contre Scotland Yard (1967), réalisé par André Hunebelle.

### Téléfilms (mini-série)
En 1979, quatre épisodes de Fantômas sont produits pour la télévision par Antenne 2 (France) et Hamster Films (Allemagne). Chaque épisode de 90 minutes est basé sur l'un des 32 romans de Pierre Souvestre et Marcel Allain. La série a été produite par Claude Barma et écrite par Bernard Revon. Les musiques sont de Georges Delerue. Le casting principal recense Helmut Berger (Fantômas), Jacques Dufilho (le commissaire Juve), Pierre Malet (Jérôme Fandor) et Gayle Hunnicutt (Lady Beltham).
Ces téléfilms ont été édités en DVD par l'INA en 2011 dans sa collection « Les Inédits fantastiques ».

### Bandes dessinées
- Fantomas : bande dessinée mexicaine de Julio Cortázar, scénario de Alfredo Cardona Peña. Il n'y a pas de faute au nom, Fantômas a perdu son accent circonflexe « ^ » sur le « o ».
- Fantômas contre les Nains (1941) : comics
- Fantômas et l'enfer sous-marin : suite du précédent, jamais publié.
- Fantômas (novembre 1957 à mars 1958) : un strip dessiné journalièrement par Pierre Tabary pour Opera Mundi (192 strips au total), adaptant les deux premiers romans.
- Fantômas (1962-63) : magazines en histoire photo adaptant les numéros 1, 2, 3 et 5 des livres de la série et publié par Del Duca entre 1962 et 1963.
- Fantômas (1969) : une page couleur hebdomadaire, écrite par Agnès Guilloteau et dessinée par Jacques Taillefer, diffusée (= syndiquée aux États-Unis) par Opera Mundi en 1969 et publiée dans « Jours de France ».
- Fantômas (bande dessinée, 1980) : publiée dans Télé Junior, adaptation de Sacha, dessin de Pierre Frisano. 6 épisodes présentant des versions très résumées de certains romans : Un crime mystérieux, La malle sanglante, Fantômas contre Juve, Le tueur de l'ombre, Le portefeuille rouge, Mieux vaut « Tsar » que jamais.
- Fantômas (1990-95) : une série de bandes dessinées de Fantômas écrite par Luc Dellisse et dessinée par Claude Laverdure, publiée par l'éditeur belge Claude Lefrancq dans la collection de bande dessinée BDétectives.
- Fantômas (2002-2003) : une série au ton surréaliste en 3 volumes, écrite et dessinée par Damien Cabiron : Le double rêve de Lady Beltham, Fandor au paradis, La dame qui aimait la foudre, Osmose Éditions.
- L'auteur Benoît Preteseille a consacré deux ouvrages au personnage de Fantômas : Fantômas, le Dernier Geste[51], en 2008 aux éditions Warum, et L'Art et le Sang aux éditions Cornélius en 2010[52]. Esthétiquement, le Fantômas de Preteseille emprunte autant à la version cinématographique des années 1960 (visage bleu, costume noir) qu'à la Belle Époque qui a vu la naissance du Fantômas originel, ainsi qu'à d'autres figures horrifiques de la littérature populaire de l'époque. À noter que dans L'Art et le sang, les personnages n'ont plus leurs noms originaux : Fantamas, Juvet et Fandore ont remplacé Fantômas, Juve et Fandor[53].
- La colère de Fantômas - tome 1 les bois de justice (2013) - tome 2 Tout l'or de Paris (2014) - tome 3 À tombeau ouvert (2015) : écrit par Olivier Bocquet et dessiné par Julie Rocheleau. Cette série est librement inspirée de l'œuvre de Marcel Allain et Pierre Souvestre[54].

### Feuilleton radiophonique
Quelques émissions radiophoniques ont été diffusées. Fantômas (12 novembre 1946-17 janvier 1947) a été diffusé sur RTF en 60 épisodes et dirigé par René Guignard, écrit par Georges Janin avec la voix de Paul Bernard (Fantômas). Un autre feuilleton radiophonique également intitulé Fantômas (8 mai 1973-16 août 1974) a été diffusé sur RTF de 256 épisodes, dirigé par Claude Mourthé et écrit par Henri Béhar ; cette émission reprend les voix de Roger Carel (Fantômas), Alain Mottet (Juve), Claude Nicot (Fandor), Catherine Rich (Lady Beltham) et Jean Rochefort (narrateur).
La Fin de Fantômas (12 mai 1984) a été diffusé sur France Culture, durée de 130 minutes, et dirigé par Arlette Adrian, Claude Calvez, Anna Sibert, Jean-Jacques Vierne, écrit par Pierre Dupriez et Serge Martel ; elle inclut les voix de Philippe Clay, Jean-Marc Thibault, Yves Rénier, Claude Piéplu, Marie-Hélène Breillat et Germaine Montero. La Naissance de Fantômas (13-24 mai 1991 a été diffusé sur France Culture, 10 épisodes, dirigé par Claude Guerre, écrit par Cécile Wajsbrot et Didier Jouault. Version fictionnelle d'évènements réels avant la création et la publication de Fantômas ; elle reprend les voix de Fred Personne (Pierre Souvestre), Daniel Dublet (Marcel Allain), Raymond Jourdan (Louis Feuillade), C. Sauvage, J. Kircher, D. Massa, J.-C. Durand et Jean-François Delacour.
Un dernier feuilleton intitulé Fantômas (7 août 1991) a été diffusé sur France Culture et reprend la voix de Med Hondo en tant que Fantômas.

### Autres
La complainte de Fantômas, émission radiophonique où la chanson de Robert Desnos est interprétée par Léo Ferré. Entre les couplets, de nombreux comédiens viennent donner vie aux méfaits de célèbre bandit chantés par le poète.
- En 1958, Roland Gerbeau et Louis Massis interprètent chacun la chanson Frankenstein[55] adaptée en musique par Boris Vian dans laquelle le refrain fait référence à Fantômas[56].
- Une pièce de théâtre nommée Fantômas revient (2005) a été réalisée par Gabor Rassov. C'est un feuilleton théâtral épique chanté en seize tableaux.
- Fantômas probablement (2008) est un théâtre de marionnettes réalisé par Tête dans le sac - marionnettes inspiré des 12 800 pages des romans.
- Une soirée spéciale organisée par la société Gaumont et intitulée La nuit de Fantômas (31 octobre 2013) a présenté les 5 films réalisés par Louis Feuillade dans une version entièrement remastérisée et restaurée 4K. La projection a eu lieu au théâtre du Châtelet, avec l'accompagnement de cinq groupes de musiciens : Yann Tiersen, Loney Dear, James Blackshaw, Amiina et Tim Hecker. La soirée a été retransmise en direct sur Arte Live Web et réalisée par Stéphan Aubé.
- Le 30 janvier 2015, le ciné-concert « Fantômas V2.0 » du premier festival du domaine public a dû être annulé pour atteinte au droit patrimonial, au droit moral et au droit des marques[57].
- En 2022, Dimitri Kourtchine réalise un documentaire intitulé Fantômas démasqué.

## Hommages
De nombreux hommages ont été rendus au personnage.

« Fantômas qui êtes aux Cieux / Sauvez la Poésie. »

— Ernst Moerman, Fantômas, 1933

« Allongeant son ombre immense / Sur le monde et sur Paris, / Quel est ce spectre aux yeux gris / Qui surgit dans le silence ? / Fantômas, serait-ce toi / Qui te dresses sur les toits ? »

— Robert Desnos, Complainte de Fantômas, in Fortunes, Gallimard, 1953

« Les femmes Pacheco  lisaient / dans la nuit Fantômas / à haute voix / tendant l'oreille / autour du feu, dans la cuisine, / et je dormais en entendant / les prouesses, / les mots du poignard, les agonies »

— Pablo Neruda, Mémorial de l'Île Noire, 1960-1963

« Je n'aurai jamais l'imprudence, / Fantômas, de parler de toi. / J'ai trop peur de ton ombre immense / Se dressant sur mon propre toit. »

— Claude Veillot, À Fantômas

« Fantômas nous enchante d'un bout à l'autre par sa désobéissance aux règles et par le courage instinctif avec lequel il survole l'intelligence si dangereuse par le contrôle qu'elle oppose à l'audace et par son frein qui paralyse le cours vertigineux du génie. (…) Notre époque éprouve, dirait-on, les angoisses de la vieillesse qui se retourne vers son passé. (…) Bref, on réédite les fables modernes : Arsène Lupin, Rouletabille, Chéri-Bibi sortent de leur tombe. (…) Mais Fantômas les surclasse sous le masque et la cape que Rastignac eût aimé porter pour vaincre ce Paris que le monstre légendaire tient sous son pied comme un dragon qui terrasserait saint Georges. »

— Jean Cocteau, Le Figaro littéraire, 1961

« Reconstituer le Paris du temps de Fantômas serait aussi coûteux que reconstruire le Paris de Louis XIV. Projet à reprendre dans un monde où l'action sera la sœur du rêve. »

— René Clair, lettre à Marcel Allain, 1969

## Postérité
Après le succès de son film Fantômas en 1913, Louis Feuillade exploite le filon en réalisant Les Vampires (1915), feuilleton cinématographique qui met derechef en scène des malfaiteurs réalisant des exploits rocambolesques. La silhouette du criminel encagoulé et vêtu de noir y réapparaît, notamment par le biais de la femme fatale Irma Vep. Égérie de la bande, elle se révèle plus mémorable que les grands maîtres successifs des « Vampires ». Incarnée par Musidora, cette vamp représente le pendant féminin de Fantômas, empreint d'un érotisme plus troublant grâce à son suggestif maillot moulant de « souris d'hôtel »,,,.
Parallèlement, la tradition littéraire des génies du crime se prolonge, y compris durant l'entre-deux-guerres : « à Zigomar et Fantômas succèdent ainsi Ténébras [par Arnould Galopin], Miramar [par Guillaume Livet], Satanas [par Gabriel Bernard], Venenos, Barrabas, Démonios [par Roger-Henri Jacquart], Férocias [par Marcel Allain] et sans doute encore beaucoup d'autres », énumère Dominique Kalifa. Pressé par ses éditeurs de livrer de nouveaux volumes de Fantômas, Marcel Allain tente parfois de reproduire la formule gagnante avec d'autres personnages comme Tigris ou Fatala, avatar féminin du Tortionnaire.

Irma Vep (Musidora) dans Les Vampires.
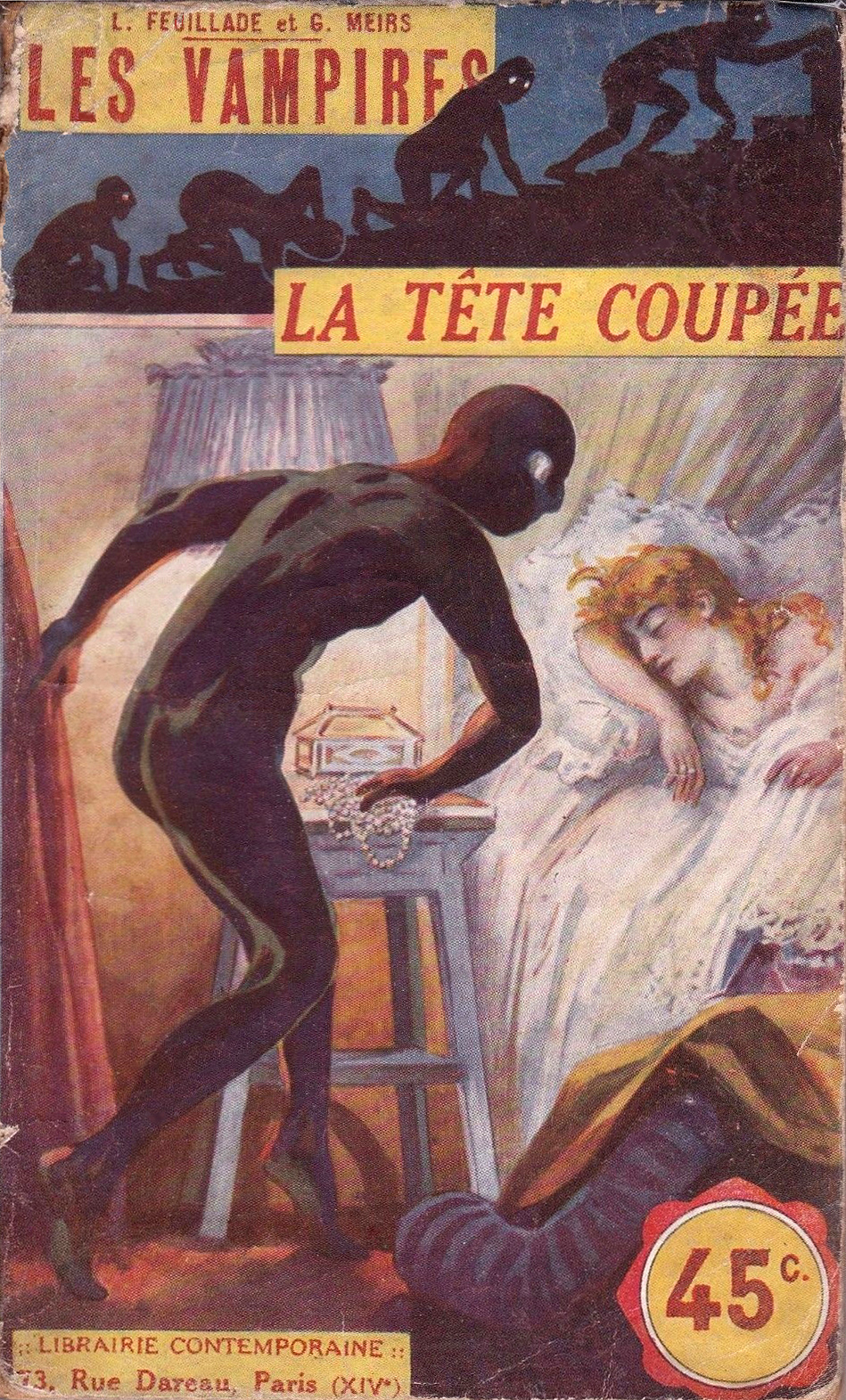
Couverture d'une mise en roman du film Les Vampires, Librairie contemporaine, 1916.
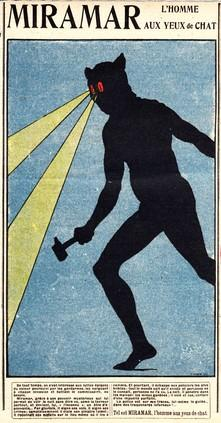
Miramar, l'homme aux yeux de chat (1911–1912) de Guillaume Livet.
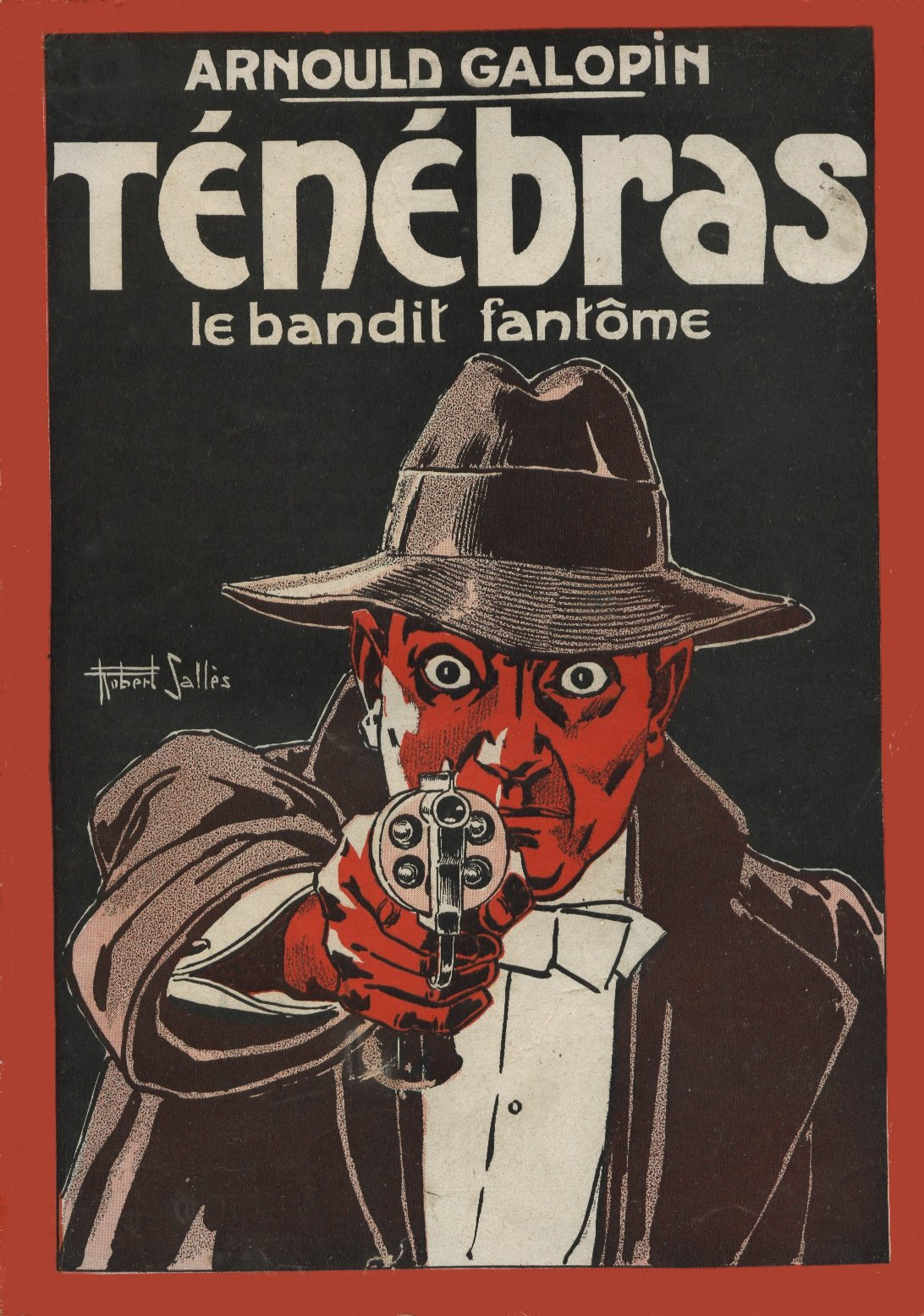
Ténébras, le bandit fantôme (1911) d'Arnould Galopin.
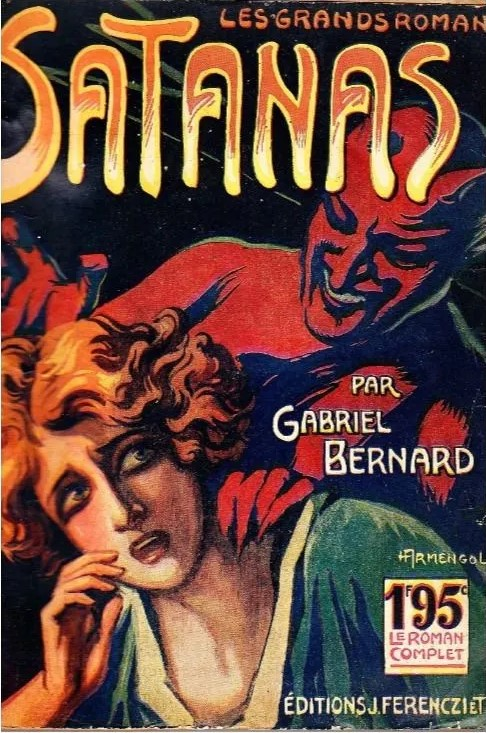
Satanas (1923) de Gabriel Bernard.
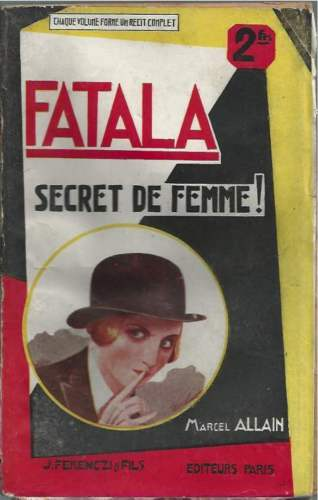
Fatala (1930) de Marcel Allain.

Cette lignée de crapules ne compose pas l'unique descendance de Fantômas. En réaction aux critiques qui l'accusaient d'exalter le crime, Louis Feuillade tourne Judex (1916), long-métrage dont le protagoniste est un justicier : le personnage de Judex, un vengeur à la grande cape noire, est délibérément conçu comme une version positive de Fantômas. Le film Judex, exploité aux États-Unis, est une inspiration manifeste du personnage américain The Shadow, prototype de super-héros qui devient ensuite lui-même l'une des inspirations de Batman.

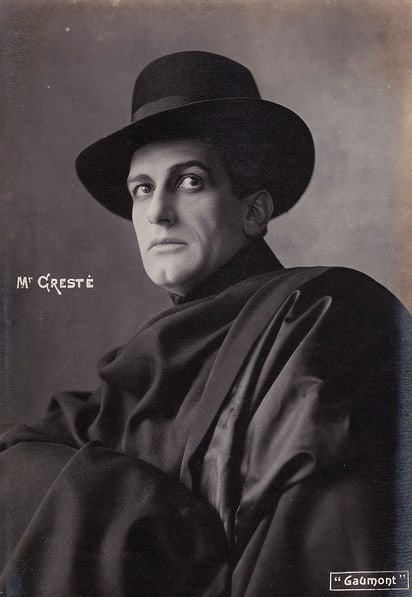
Judex interprété par René Cresté.
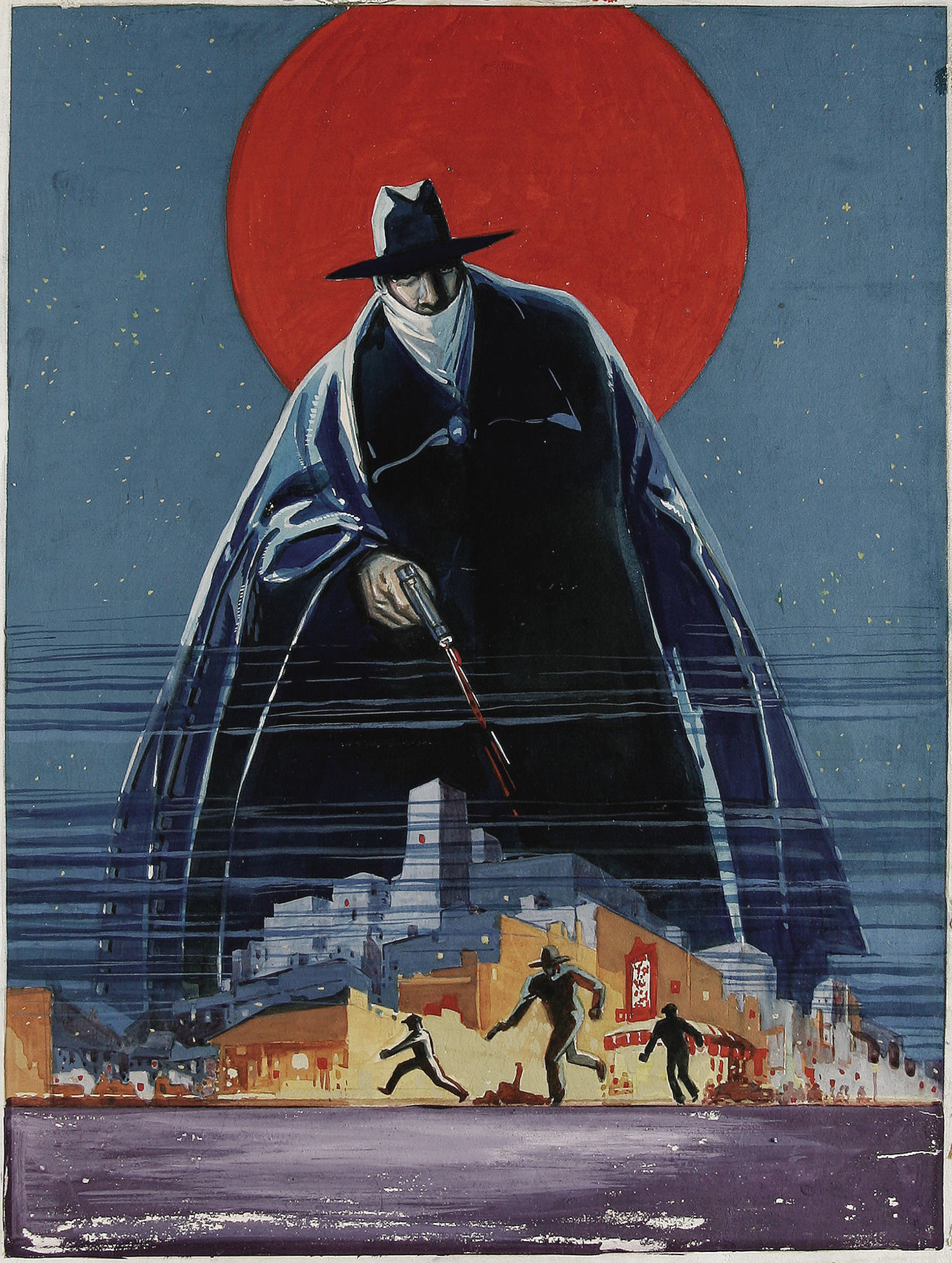
The Shadow.

Fantômas a également influencé le courant surréaliste. Plusieurs tableaux de René Magritte s'inspirent de Fantomas.
L'humoriste Pierre Henri Cami a imaginé un affrontement parodique entre le maître du crime et le roi des détectives dans Spectras contre Loufock-Holmès. Signé Furax, un feuilleton radiophonique de Pierre Dac et Francis Blanche, raconte les méfaits d'un génie du crime répondant au nom d'Edmond Furax.
Fantômas a notamment inspiré Diabolik, une série de bande dessinée italienne, créée en 1962 par les sœurs Angela et Luciana Giussani. Diabolik est un criminel insaisissable, accompagné dans ses aventures par sa maîtresse, Eva Kant. Il est pourchassé par son policier attitré, l'inspecteur Ginko. Le succès de Diabolik a inspiré en Italie de nombreuses autres bande dessinées du même type, comme Kriminal.
Paperinik, un super-héros alter-ego de Donald Duck créé par Guido Martina et Giovan Battista Carpi en Italie en 1969, est partiellement basé sur Fantômas (étant inspiré de Diabolik (voir plus haut)).
Dans Rendez-vous à Bray (1971) d'André Delvaux, Odile (incarnée par Bulle Ogier) assiste émerveillée à une projection du Fantômas de Feuillade.
Fantomette est une héroïne de la littérature populaire enfantine.
En 1999, Mike Patton nomme son groupe de rock Fantômas d'après le personnage de fiction.
À l'instar de son modèle, le maître assassin M. Ixnay arbore smoking, haut-de-forme et loup noir dans Un rire dans la nuit (The Chuckling Whatsit, 1997) de Richard Sala, roman graphique de style expressionniste. L'influence de Louis Feuillade et Georges Franju, deux admirateurs de l'œuvre de Souvestre et Allain, s'y manifeste également via le personnage de Phoebe Duprey, silhouette féminine en collant noir rappelant les aventurières incarnées par Musidora et Francine Bergé dans Les Vampires (Irma Vep) et Judex (Diana Monti alias Marie Verdier).
Alan Moore l'intègre dans l'univers de La Ligue des gentlemen extraordinaires comme membre de la ligue française, Les Hommes Mystérieux et affrontera notamment les héros dans le Volume 4 : La Tempête, dans lequel il parvient à faire sauter l'Opéra Garnier.
Apparu en août 2002 dans New X-Men de Marvel Comics, le personnage nommé Fantomex est une création de Grant Morrison et Igor Kordey.
Yves Klein s'est inspiré de Fantômas dans une de ses œuvres majeures de sa période bleue et notamment dans le portrait relief d'Arman en 1962.

#### Ouvrages et articles consacrés à Fantômas

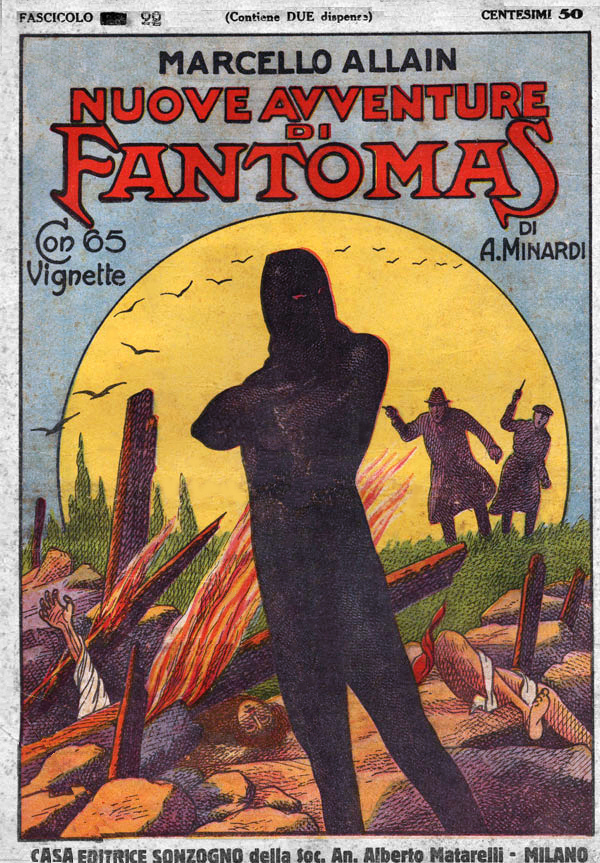
Version italienne de la série écrite par Marcel Allain (couverture illustrée d'Adriano Minardi, 1930).

##### Fantômas au cinéma

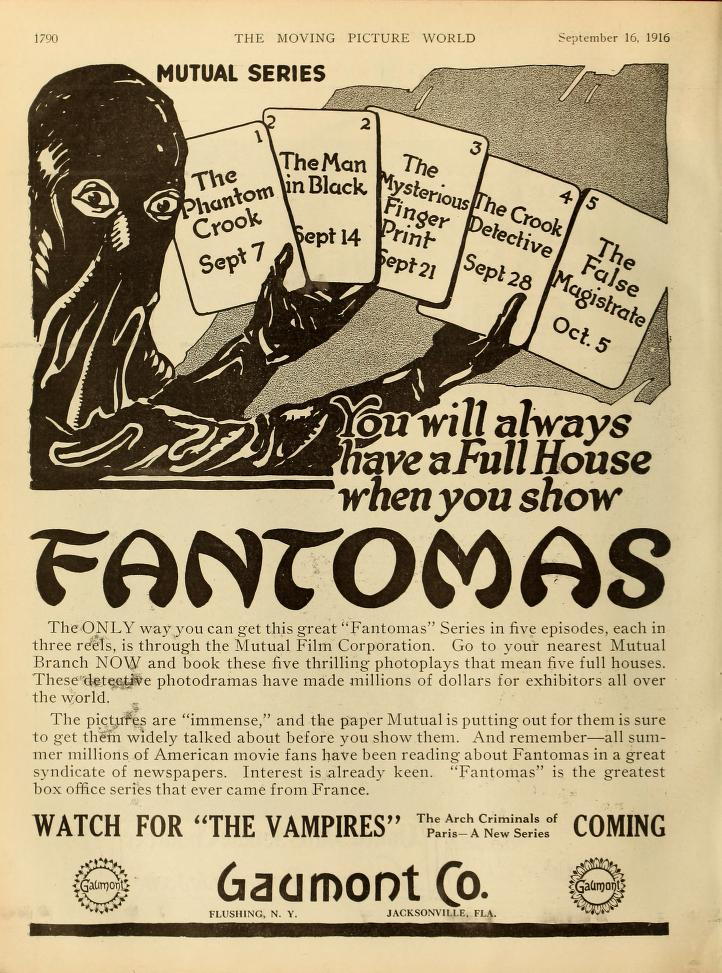
Publicité américaine pour la série de films muets réalisés par Louis Feuillade.